# Эпоха Плантагенетов

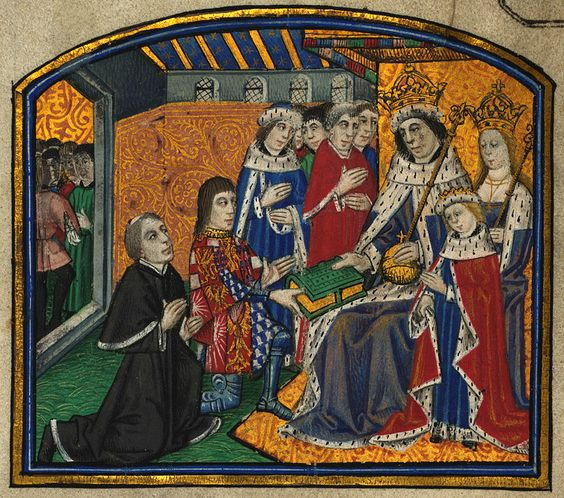
Энтони Вудвилл, граф Риверс и Уильям Кэкстон представляют первую печатную книгу на английском языке Эдуарду IV.

В истории Англии Эпоха Плантагенетов, она же Англия в Позднее Средневековье (англ. England in the late Middle Ages), охватывает период с XIII века, конца Анжуйской династии, и восшествия на престол Генриха III — который многие считают началом династии Плантагенетов — до восшествия на престол династии Тюдоров в 1485 году, что часто принимается за наиболее удобный маркер конца Средних веков и начала английского Возрождения и ранней современной Британии.
Новому королю пришлось довольствоваться одной лишь Англией, из французских владений у Генриха III осталась только Гасконь, за которую он должен был признавать себя вассалом французского короля. Несколько попыток поправить дела во Франции успехом не увенчались и принесли лишь финансовые потери, как и попытка посадить сына Эдмунда на сицилийский престол. Всё это привело к восстанию баронов. В 1272 году королём становится Эдуард I, который укрепил центральная власть, регулярно созывался парламент, издана серия законодательных актов, регулирующих сферы преступлений и отношений собственности. Также он реорганизовал свои владения и получил контроль над Уэльсом и большей частью Шотландии. Его сын Эдуард II в 1314 году и потерял контроль над Шотландией, а 1324 году часть своих владений в Аквитании. В конце концов он был свергнут в результате переворота и королевство возглавил его сын Эдуард III. Споры о статусе Гаскони привели к тому, что Эдуард III предъявил претензии на французский престол, положив начало Столетней войне, в которой англичане почти добились успеха.
В первой половине XIV веке случились Великий голод и Чёрная смерть, катастрофические события, в результате которых погибло около половины населения Англии, что повергло экономику в хаос и подорвало старый политический порядок. Из-за нехватки сельскохозяйственных рабочих большая часть пахотных земель Англии была превращена в пастбища, в основном для овец. Социальные волнения привели к Крестьянскому восстанию 1381 года, охватившему практически всю Англию.
В 1377 году королём стал десятилетний Ричард II, показавший себя в дальнейшем слабым и в то же время деспотичным правителем. В 1399 году он был свергнут Генрихом Болингброком, который сам взошёл на престол как Генрих IV, основал Дом Ланкастеров и возобновил войну с Францией. Его сын Генрих V, один из величайших полководцев Столетней войны, одержал важную победу при Азенкуре в 1415 году, отвоевал Нормандию и обеспечил своему малолетнему сыну Генриху VI возможность унаследовать как английскую, так и французскую короны, но неожиданно скончался в 1421 году. Тем временем, французы снова пережили подъём и к 1453 году англичане потеряли почти все свои французские владения. Генрих VI оказался слабым королём и в конечном итоге был свергнут в Войне роз, а трон занял Эдуард IV, положив начало Дому Йорков. После его смерти и восшествия на престол его брата Ричарда III вторжение во главе с Генрихом Тюдором и его победа в 1485 году в битве при Босворте ознаменовали конец династии Плантагенетов.
В эпоху Плантагенетов английское правительство прошло через периоды реформ и упадка, а парламент Англии стал важной частью администрации. Женщины играли важную экономическую роль и дворянки сами руководили своими поместьями в отсутствие мужей. Англичане начали считать себя выше своих соседей на Британских островах, и региональные идентичности продолжали играть важную роль. Новые реформированные монашеские ордена и ордена проповедников достигли Англии с XII века, паломничество стало очень популярным, а лолларды стали самой крупной ересью с конца XIV века. Малый ледниковый период оказал значительное влияние на сельское хозяйство, экономику и условия жизни. Экономический рост начал давать сбои в конце XIII века из-за сочетания перенаселения, нехватки земли и истощения почв. Технологии и наука были частично обусловлены греческим и исламским мышлением, которое достигло Англии с XII века. В войне всё чаще использовались наёмники и достаточные запасы наличных денег стали необходимым условием успеха кампаний. Ко времени Эдуарда III армии стали меньше количественно, но зато были лучше оснащены и вооружены. Средневековая Англия производила искусство в виде картин, резьбы, книг, тканей и многих функциональных, но красивых предметов. Литература по прежнему создавалась преимущественно на латыни и французском языках, но со времени правления Ричарда II произошёл всплеск использования среднеанглийского языка в поэзии. Музыка и пение были важны и использовались в религиозных церемониях, придворных мероприятиях и для сопровождения театральных постановок. В XII веке стиль нормандской архитектуры стал более богато украшенным, со стрельчатыми арками, заимствованными из Франции, сформировав стиль раннеанглийской готики.

## Политическая история

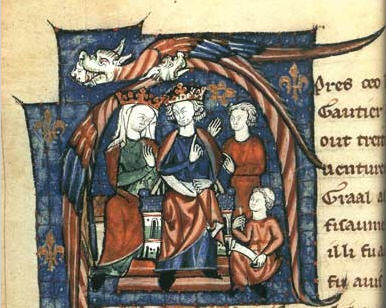
Генрих II и Алиенора Аквитанская (изображение XII века)

### Предыстория
Брак Жоффруа Плантагенета, графа Анжуйского, с императрицей Матильдой и войны, которые они вели, привели к тому, что к 1154 году Плантагенеты получила контроль над Нормандией и Англией, в то время как брак сына Жоффруа Генрих с Алиенорой Аквитанской расширил владения семьи настолько, что позже историки стали использовать термин Анжуйская империя. Как Генрих II, он объединил свои владения и приобрёл номинальный контроль над Уэльсом и Лордством Ирландия. Его сын Ричард I Львиное Сердце был в значительной степени отсутствующим королём, больше озабоченным крестовыми походами и своими владениями во Франции. Поражения его брата Иоанна во Франции ослабили его положение в Англии. Восстание его английских вассалов привело к договору, называемому Великой хартией вольностей, который ограничил королевскую власть и установил общее право. Это легло в основу всех конфликтов между короной и баронами в XIII и XIV веках. Однако и бароны, и корона не смогли соблюдать условия Великой хартии вольностей, что привело к Первой баронской войне, в которой мятежные бароны спровоцировали вторжение французского принца Людовика. Некоторые историки считают, что смерть Иоанна и назначение Уильяма Маршалла защитником девятилетнего Генриха III ознаменовали конец анжуйского периода и начало правления династии Плантагенетов.

### Генрих III (1216—1272)

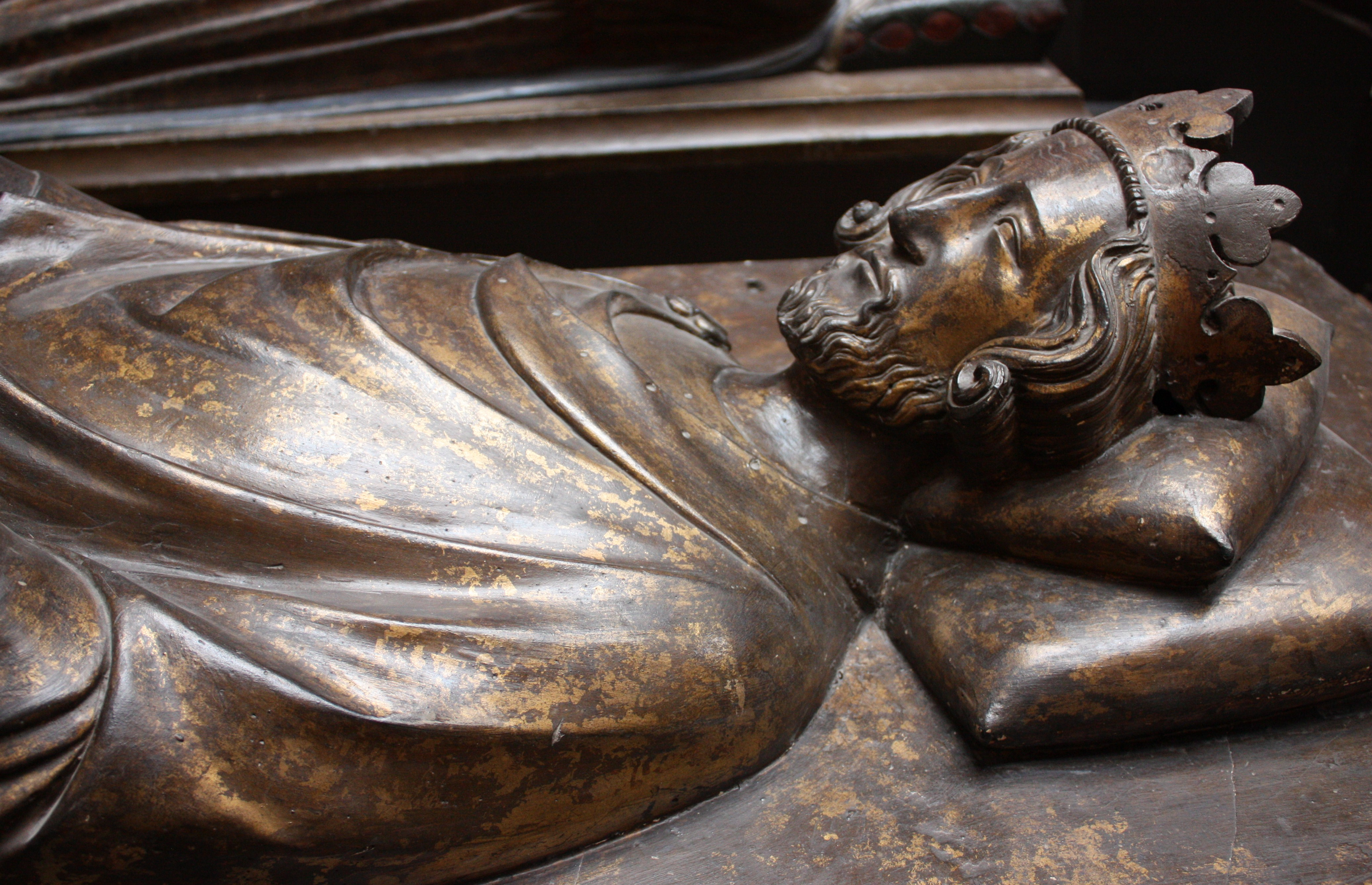
Надгробное изображение Генриха III из позолоченной бронзы в Вестминстерском аббатстве.

Когда Генрих III взошёл на престол в 1216 году, большая часть его владений на континенте была занята французами, а многие бароны восстали. Кроме того, в разные периоды правления Генриха III местное насилие было такой большой проблемой, что юстициарии, «шерифы, бургомистры[,]… и рыцари графства», а также люди других профессий и социальных слоев часто имели с ним дело. Маршалл выиграл войну, одержав победы в битвах при Линкольне и Дувре в 1217 году, что привело к Ламбетскому договору, по которому Людовик отказался от своих притязаний. После победы протектор Маршал переиздал Великую хартию вольностей в качестве основы для будущего правительства. Несмотря на договор, военные действия продолжались и Генрих был вынужден пойти на значительные уступки недавно коронованному Людовику VIII Французскому и отчиму, Гуго X де Лузиньяну. Вместе они захватили большую часть оставшихся континентальных владений Генриха, ещё больше ослабив власть Плантагенетов на континенте. Генрих, видя сходство между собой и англосаксонским королём Эдуардом в его борьбе со своими дворянами, что дал своему первому сыну англосаксонское имя Эдвард и добился от Рима канонизации короля, который на долгое время стал покровителем Англии. Баронам не нравились ни неудачная война за восстановление владений Плантагенетов на континенте, ни затраты, необходимые для ведения войны. Чтобы мотивировать своих баронов, Генрих III переиздал Великую хартию вольностей и Лесную хартию в обмен на налог, который позволил собрать огромную сумму в 45 000 фунтов стерлингов. Решение было принято на собрании баронов, епископов и магнатов. Генрих был вынужден согласиться на Оксфордские провизии, предложенные баронами во главе с его шурином Симоном де Монфором, по которым его долги были выплачены в обмен на существенные реформы. Генрих также был вынужден согласиться на Парижский договор с Людовиком IX Французским, признав потерю герцогства Нормандского, Мэна, Анжу и Пуату, но сохранив Нормандские острова. Договор гласил, что «острова (если таковые имеются), которые король Англии должен удерживать», он сохранит «как пэр Франции и герцог Аквитании». Взамен Людовик отказался от поддержки английских мятежников, уступил три епископства и города и должен был платить ежегодную ренту за владение Аженуа. Разногласия по поводу смысла договора начались сразу после его подписания. Соглашение привело к тому, что английские короли должны были платить оммаж французскому монарху, таким образом оставаясь французскими вассалами, но только на французской земле. Это было одной из косвенных причин Столетней войны.

#### Вторая баронская война и создание парламента

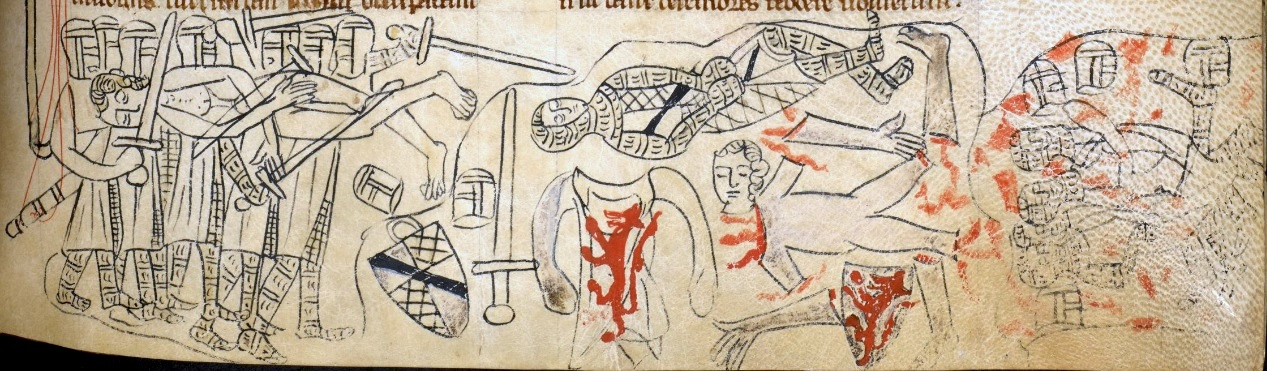
Смерть Симона де Монфора в Битве при Ившеме (1265).

Отношения между баронами и королем ухудшались. Генрих отказался от Оксфордских провизий и получил в 1261 году папскую буллу, освобождающую его от присяги. Обе стороны начали собирать войска. Принц Эдуард, старший сын Генриха, был склонен встать на сторону своего крёстного отца Симона де Монфора и поддержал проведение парламента в отсутствие отца, но позже решил поддержать отца. Бароны под предводительством Монфора захватили большую часть юго-восточной Англии. Война сопровождалась волной насилия против еврейских общин с целью уничтожения доказательств долгов баронов перед евреями-ростовщиками. 500 евреев погибли в Лондоне, также общины были уничтожены в Вустере, Кентербери и других местах. В битве при Льюисе в 1264 году Генрих и Эдуард были побеждены и взяты в плен. Монфор созвал Большой парламент, считающийся первым английским парламентом, достойным этого названия, поскольку это был первый раз, когда города и бургомистры прислали своих представителей. Эдуарду удалось бежать и собрать армию, с которой он победил и убил Монфора в битве при Ившеме в 1265 году. Мятежники были жестоко наказаны и власть Генриха восстановлена. Эдуард, усмирив королевство, покинул Англию, чтобы присоединиться к Людовику IX в Девятом крестовом походе, финансируемом беспрецедентным сбором в размере 1/20 от движимого имущества. Он был одним из последних крестоносцев, стремившихся вернуть Святые земли. Людовик умер до прибытия Эдуарда и результат похода оказался разочаровывающим; без французов небольшие силы Эдуарда ограничились освобождением Акры и несколькими набегами. Пережив покушение на убийство со стороны ассасинов, Эдуард позже в том же году отправился на Сицилию, чтобы больше никогда не возвращаться в крестовый поход. Стабильность политической структуры Англии была продемонстрирована, когда Генрих III умер, а его сын стал Эдуардом I; бароны поклялись в верности Эдуарду, хотя он не возвращался в течение двух лет.

### Эдуард I (1272—1307)

#### Завоевание Уэльса

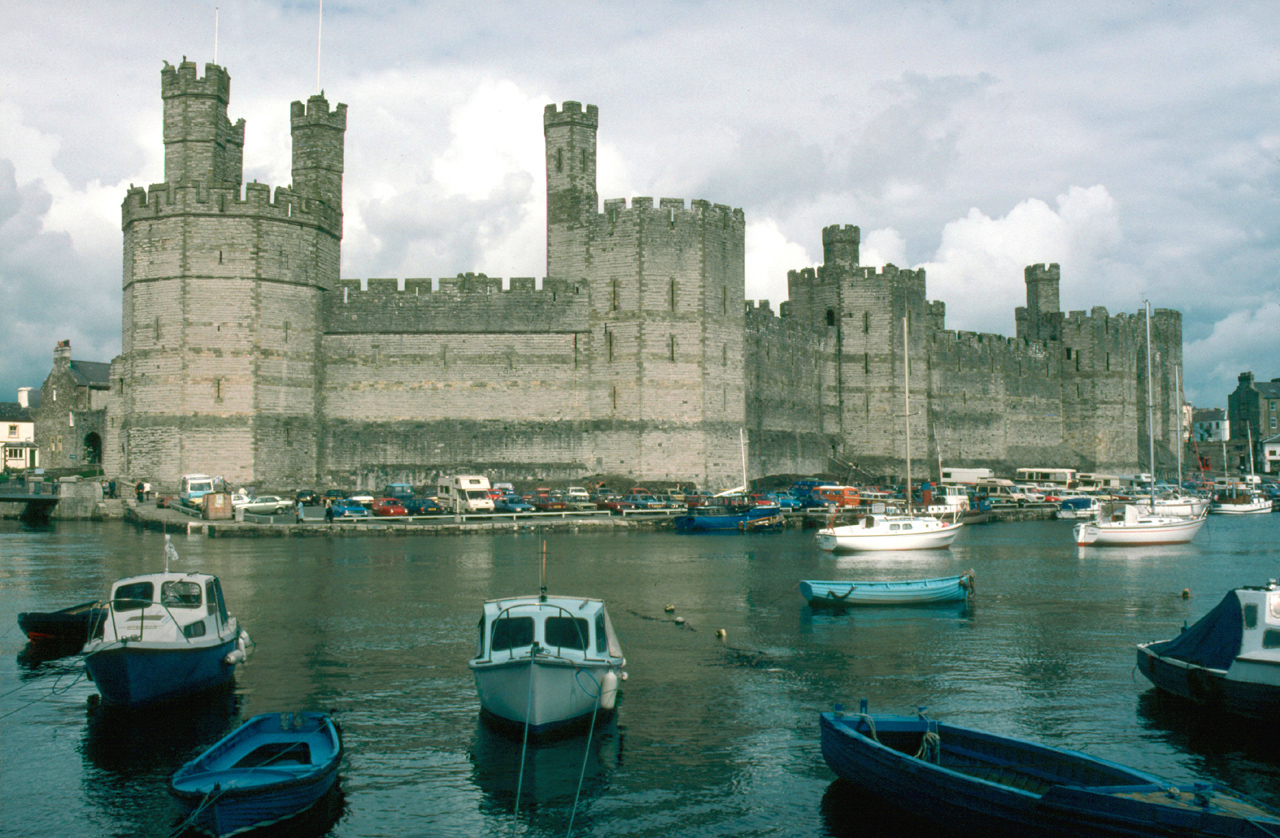
Замок Карнарвон, центр и символ английской власти в Северном Уэльсе в течение двух столетий после завоевания.

С самого начала своего правления Эдуард I стремился организовать свои унаследованные территории. Будучи приверженцем культа короля Артура, он также пытался претендовать на главенство на Британских островах. В те времена Уэльс состоял из нескольких княжеств, часто конфликтующих друг с другом. Лливелин ап Грифид владел Северным Уэльсом с согласия английского короля по Вудстокскому договору 1247 года, но воспользовался английскими междуусобицами, чтобы укрепить своё положение принца Уэльского, и утверждал, что его княжество было «полностью отделено от прав» Англии. Эдуард считал Лливелина «мятежником и нарушителем мира». Решительность и военный опыт Эдуарда вкупе с умелым использованием кораблей положили конец независимости Уэльса, загнав Лливелина в горы. Позже Лливелин погиб в битве. Ридланский статут включил Уэльс в английскую правовую систему. Когда родился сын Эдуарда, он был провозглашён первым в истории английским принцем Уэльским. Для Валлийской кампании Эдуард создал одну из крупнейших армий, когда-либо собранных английским королём, сочетая тяжёлую англо-нормандскую рыцарскую кавалерию и валлийских лучников, что заложило основу последующих военных побед во Франции. Эдуард потратил около 173 000 фунтов стерлингов на обе валлийские кампании, в основном на сеть замков, чтобы обеспечить свой контроль над Уэльсом.

#### Внутренняя политика

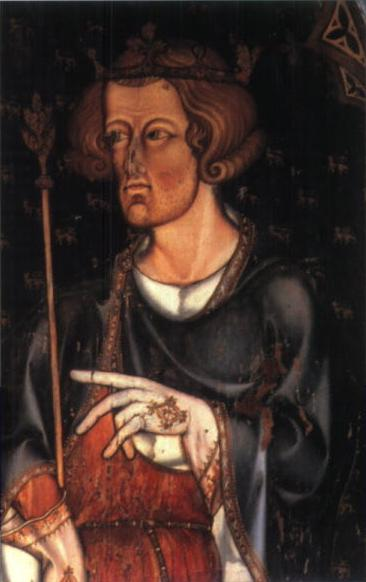
Седилия в Вестминстерском аббатстве, установленная во времена правления Эдуарда I (1272—1307), считается изображением короля.

Из-за его правовых реформ Эдуарда иногда называют английским Юстинианом, хотя вопрос о том, был ли он реформатором или самодержцем, реагирующим на события, является спорным. Его успешные, но дорогостоящие кампании оставили королевство в долгах. Это потребовало от Эдуарда получения более широкой поддержки его политики среди мелких землевладельцев, торговцев и купцов, чтобы он мог повышать налоги через часто созываемые парламенты. Когда Филипп IV Французский конфисковал герцогство Гасконь в 1294 году, потребовалось больше денег для ведения войны во Франции. Чтобы получить финансовую поддержку для военных усилий, Эдуард созвал прецедентное собрание, известное как Образцовый парламент, в который вошли бароны, духовенство, рыцари и горожане.
Эдуард навязал свою власть Церкви Статутами Мортмена, которые запрещали дарение земли Церкви, утверждали права Короны за счёт традиционных феодальных привилегий, способствовали единообразному отправлению правосудия, увеличивали доходы и кодифицировали правовую систему. Эдуард также подчеркнул роль парламента и общего права посредством значительного законодательства, обзора местного самоуправления и кодификации законов, происходящих из Великой хартии вольностей, с помощью Вестминстерского статута 1275 года. Эдуард также провёл экономические реформы по экспорту шерсти, чтобы взимать пошлину, которая составляла почти 10 000 фунтов стерлингов в год, и ввёл лицензионные сборы за дарение земли Церкви. Феодальная юрисдикция регулировалась Глостерским статутом и Quo warranto. Винчестерский статут усилил полицейские полномочия Плантагенетов. Вестминстерский статут 1285 года сохранял поместья в пределах семей: арендаторы владели имуществом только пожизненно и не могли его продать. Quia Emptores остановил субинфеодацию, когда арендаторы передавали своё имущество и связанные с ним феодальные обязанности на субподряд.

##### Изгнание евреев
Притеснения евреев после их исключения из Великой хартии вольностей достигло своего пика в 1290 году, когда Эдуард изгнал их из Англии. Христианам каноническое право запрещало предоставлять ссуды под проценты, поэтому евреи играли ключевую экономическую роль в стране, предоставляя эту услугу. В свою очередь, Плантагенеты воспользовались статусом евреев как прямых подданных, облагая их высокими налогами по своему усмотрению без необходимости созывать парламент. Первым важным шагом Эдуарда на пути к изгнанию евреев стал Статут о еврействе, который запрещал любое ростовщичество и давал евреям пятнадцать лет на покупку сельскохозяйственных земель. Однако народные предрассудки сделали невозможным для евреев другие занятия. Также Эдуард, пытаясь погасить свои долги, изгнал евреев из Гаскони, конфисковав их имущество и передав все непогашенные долги себе. Желая заручиться поддержкой подданных, недовольных постоянно растущими налогами, Эдуард предложил взамен выслать всех евреев. Был принят высокий налог и издан Указ об изгнании, который оказался очень популярным и был быстро реализован.

#### Англо-шотландские войны

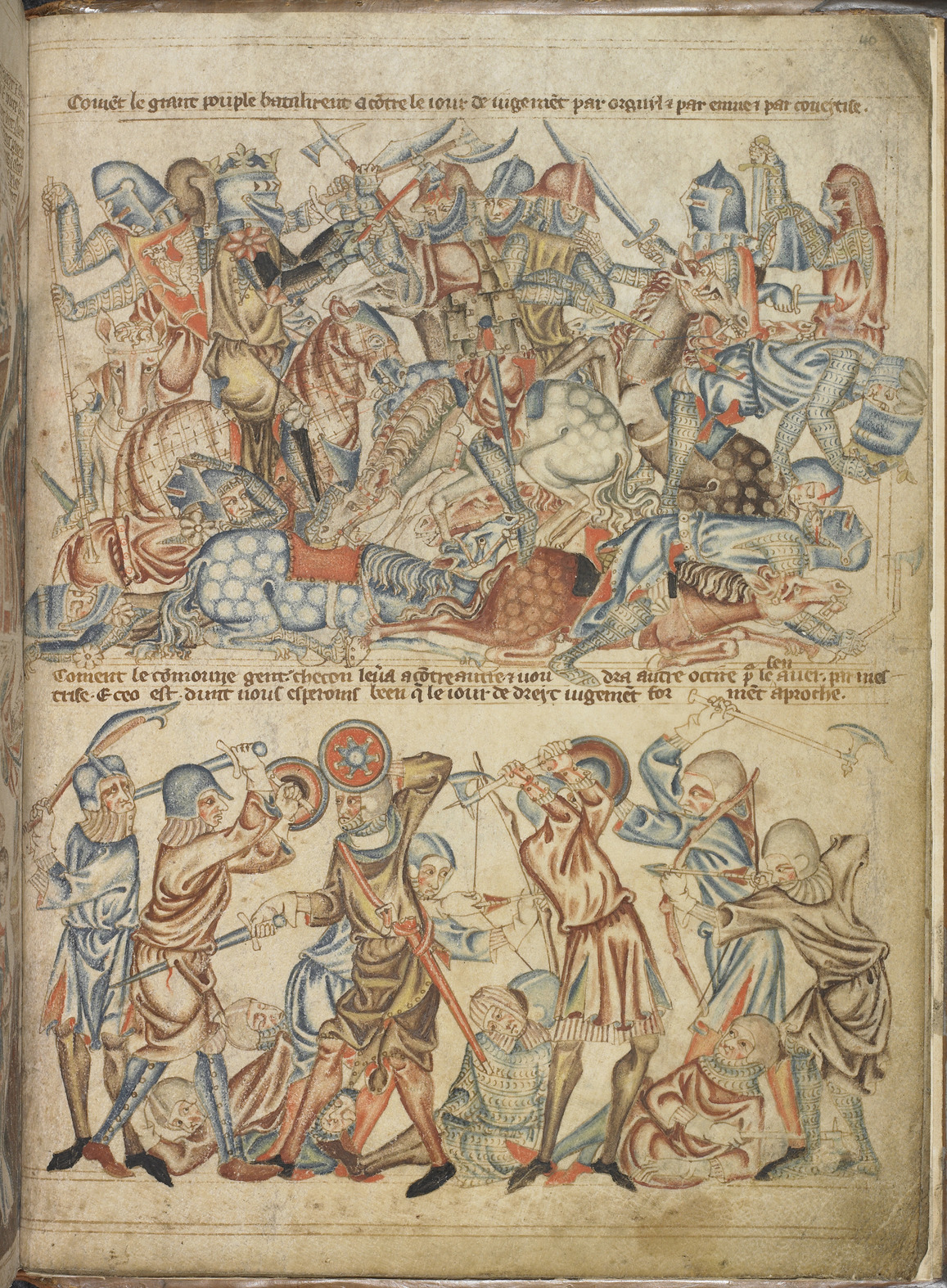
Сцена из Холкхемской Библии, изображающая рыцарей и пехотинцев периода Бэннокбёрна.

Эдуард утверждал, что король Шотландии был обязан ему феодальной верностью, что осложняло англо-шотландские отношения всю оставшуюся часть его правления. Эдуард намеревался создать дуалистическое (двуединое) государство, женив своего сына Эдуарда на Маргарет, Деве Норвегии, которая была единственной наследницей Александра III Шотландского. Когда Маргарет умерла, шотландский престол остался без законного наследника. Эдуард был приглашён шотландскими магнатами для разрешения спора. Эдуард получил признание от конкурентов за шотландский престол как имеющий «суверенное господство над Шотландией и право определять наши многочисленные претензии». Он решил дело в пользу Джона Баллиоля, который образом поклялся ему в верности и стал новым королём Шотландии как Иоанн I. Эдуард настаивал на том, что Шотландия не является независимой и что как суверенный лорд он имеет право рассматривать в Англии апелляции против решений Баллиоля, подрывая тем самым его авторитет. По настоянию своих главных советников Иоанн I в 1295 году заключил союз с Францией. В 1296 году Эдуард вторгся в Шотландию, низложив и изгнав Баллиоля, тем самым положив начало затяжной войне.
Эдуард был менее успешен в Гаскони, которая была захвачена французами. Его обязательства начали перевешивать его ресурсы. Хронические долги были вызваны войнами против Франции во Фландрии и Гаскони, а также кампаниями в Уэльсе и Шотландии. Духовенство отказалось платить свою долю расходов, а архиепископ Кентерберийский пригрозил отлучением; Парламент не хотел вносить свой вклад в дорогостоящую и безуспешную военную политику Эдуарда. Хамфри де Богун, 3-й граф Херефорд и Роджер Биго, 5-й граф Норфолк отказались воевать в Гаскони, а бароны представили официальное заявление о своих обидах. Эдуард был вынужден повторно подтвердить хартии (включая Великую хартию вольностей), чтобы получить требуемые ему деньги. Перемирие и мирный договор с французским королем вернули Эдуарду герцогство Гасконь. Тем временем Уильям Уоллес восстал от имени Баллиоля и успел отвоевать большую часть Шотландии, прежде чем потерпел поражение в битве при Фолкерке. Эдуард был вынужден созвать полный парламент, включая избранных шотландских представителей для урегулирования дел в Шотландии. Регентский совет в Шотландии включал Роберта Брюса, графа Каррика, но он восстал и был коронован королём Шотландии. Несмотря на ухудшающееся здоровье, Эдуард отправился на север, чтобы продолжить ещё одну кампанию, но умер по дороге в Камберленде. Несмотря на то, что Эдуард просил, чтобы его кости несли в шотландских кампаниях, а его сердце отвезли в Святую землю, он был похоронен в Вестминстерском аббатстве в простой чёрной мраморной гробнице, на которой в последующие годы были написаны слова Scottorum malleus (с лат. — «Молот шотландцев») и Pactum serva (с лат. — «Чти обет»). Ему наследовал его сын как Эдуард II.

### Эдуард II (1307-1327)

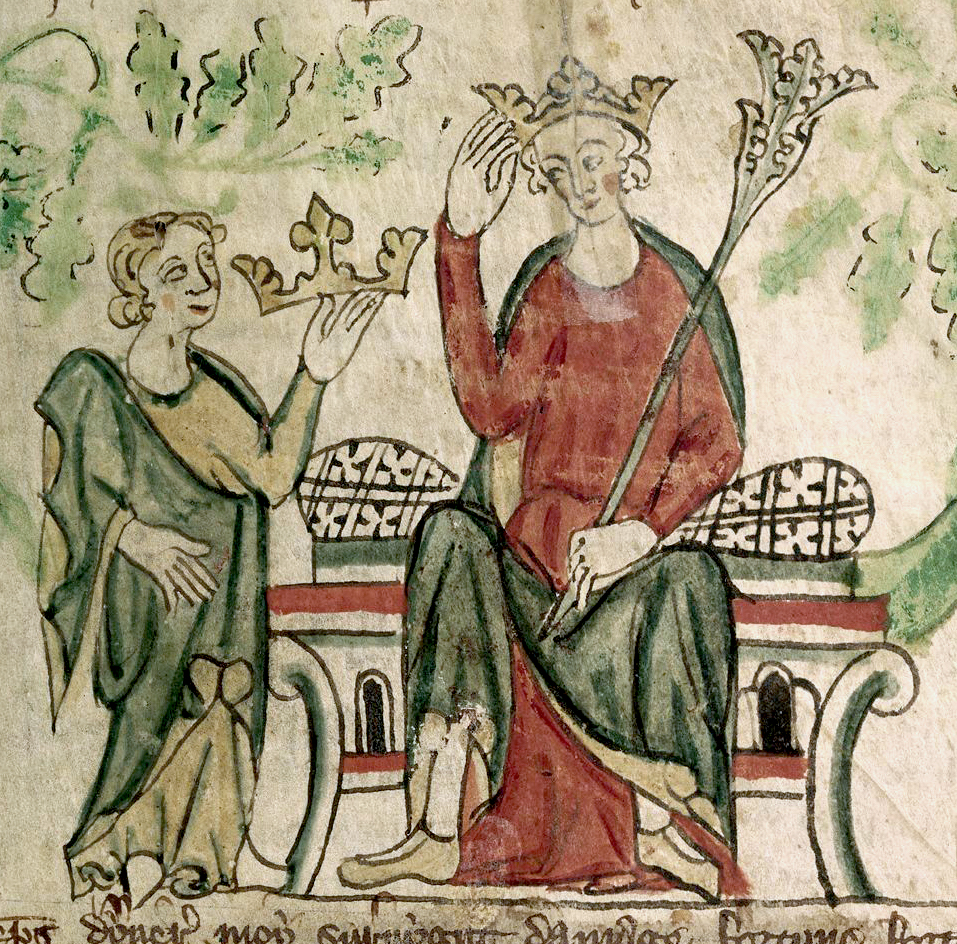
Коронация Эдуарда II (Chronicle of England).

Коронационная клятва Эдуарда II в 1307 году была первой, в которой отразилась ответственность короля за соблюдение законов, которые «общество выберет» (aura eslu). Первоначально король был популярен, но столкнулся с тремя проблемами: недовольством по поводу финансирования войн; расходами на содержание своего хозяйства и ролью своего фаворита Пирса Гавестона. Когда парламент постановил, что Гавестон должен быть изгнан, у короля не было иного выбора, кроме как подчиниться. Эдуард II смог вернуть Гавестона ко двору, но был вынужден согласиться на ограничение своей власти назначение ординариев во главе со своим кузеном Томасом, 2-м графом Ланкастером, для реформирования королевского двора с повторным изгнанием Пирса Гавестона.

#### Великий голод (1315—1317)
Весной 1315 года в большей части Европы начались необычайно сильные дожди, которые продолжали идти всю весну и лето, а температура оставалась прохладной. Эти условия стали причиной широкомасштабных неурожаев. Солому и сено для животных невозможно было высушить, в результате скот остался без корма. Цены на продукты питания начали быстро расти, удвоившись в Англии между весной и серединой лета. Соль, единственный способ сохранить мясо, оказалась в дефиците, потому что её тружно было извлечь из морской воды путём испарения в сырую погоду; она достигла пика в цене в период 1310-1320 годов, подорожав в два раза по сравнению с десятилетием назад. Так начался Великий голод. Весной 1316 года дожди продолжали обрушиваться на Европу, лишая её население продовольствия. Пострадали все слои общества, от дворян до крестьян, но особенно сильно страдали крестьяне, которые составляли подавляющее большинство населения и не имели запасов продовольствия. Пик голода пришёлся на 1317 год, когда продолжалась сырая погода. Наконец, летом погода вернулась к своим нормальным показателям. К этому времени, однако, люди были настолько ослаблены недоеданием, болезнями, такими как пневмония, бронхит и туберкулёз, и так много семенного запаса было съедено, что только в 1325 году продовольственное снабжение вернулось к относительно нормальным условиям, и население снова начало расти. Великий голод повлёк миллионы смертей (по оценкам, умерло от 10 до 25 % только городского населения) и стал концом предыдущего периода роста и процветания XI—XIII веков.

#### Конец правления и низложение

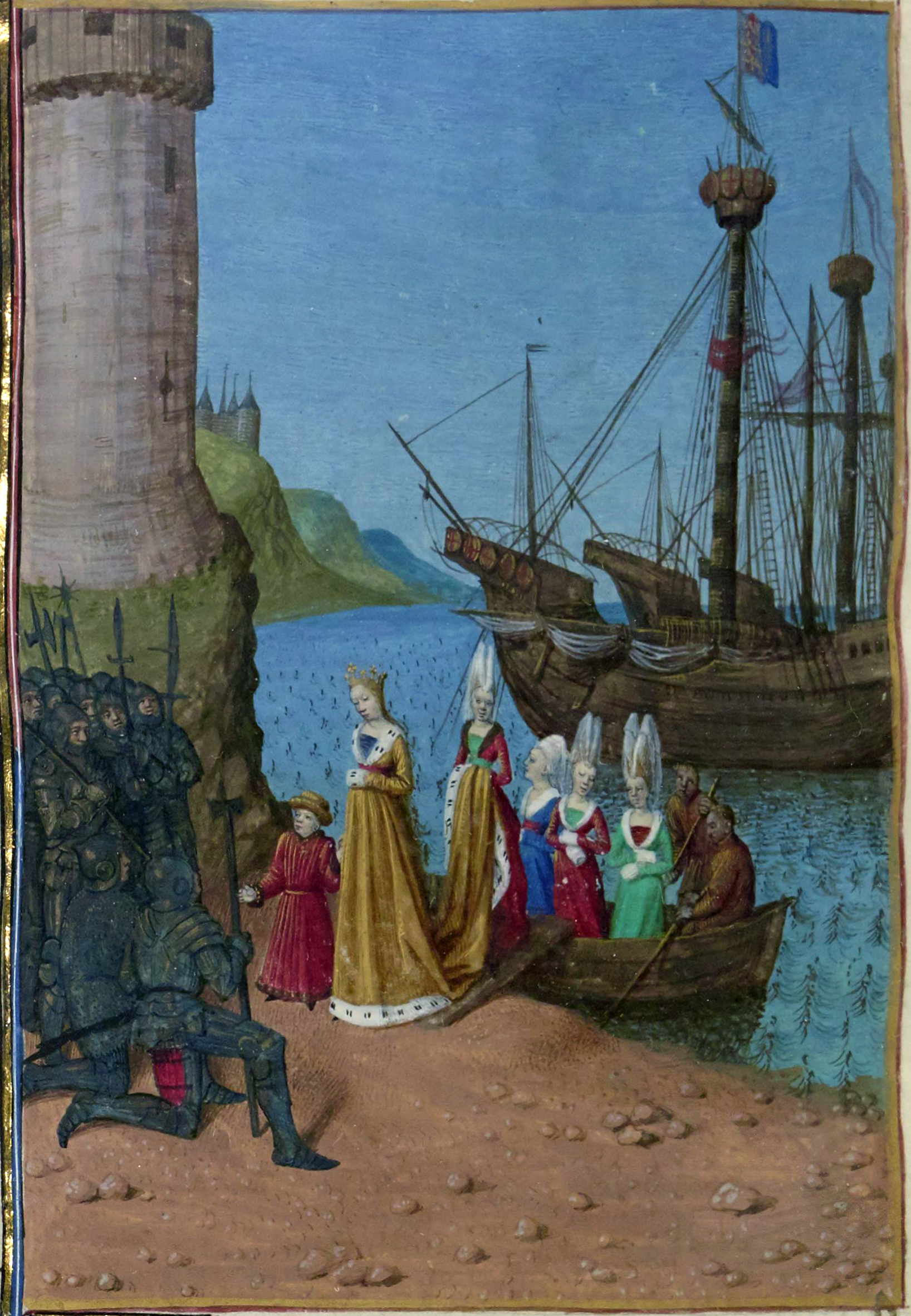
Королева Изабелла высаживается в Англии со своим сыном, будущим королём Эдуардом III в 1326 году.

Ордонансы 1311 года были опубликованы, чтобы получить максимальную народную поддержку, но в течение десятилетия шла борьба за их отмену или продолжение. Когда Гавестон снова вернулся в Англию, его похитили и казнили после инсценированного суда. Этот жестокий акт лишил власти Томаса, 2-го графа Ланкастера, и его сторонников. Унизительное поражение Эдуарда в битве при Бэннокбёрне в 1314 году подтвердило положение Брюса как независимого короля Шотландии. В Англии инициатива вернулась к Ланкастеру и Ги де Бошану, 10-му графу Уорику, который не принимал участия в кампании, утверждая, что это было нарушением Ордонансов. Эдуард при поддержке своего нового канцлера и фаворита Хью Диспенсера в конце концов отменил Ордонансы после победы над Ланкастером в битве при Боробридже и его последующей казни в 1322 году.
Война Сен-Сардо, короткий конфликт между Эдуардом и Королевством Франции, косвенно привела к свержению Эдуарда. Французская монархия использовала юрисдикцию Парижского парламента, чтобы отменять решения судов знати. Будучи французским вассалом, Эдуард воспринял это вторжение в Гасконь, поскольку французские короли решали споры между ним и его французскими подданными. Без конфронтации он мог лишь наблюдать, как герцогство уменьшается. Эдмунд Вудсток, 1-й граф Кентский, решил воспротивиться одному такому решению в Сен-Сардо, в результате чего Карл IV объявил герцогство конфискованным. Сестра Карла, королева Изабелла, была отправлена на переговоры и согласилась на договор, который требовал от Эдуарда принести Карлу вассальную присягу во Франции. Эдуард уступил Аквитанию и Понтье своему двенадцатилетнему сыну, принцу Эдуарду, который отправился во Францию, чтобы принести вассальную присягу вместо него. С английским наследником в своей власти Изабелла отказалась возвращаться в Англию, требуя от Эдуарда II удалить от двора Диспенсеров, возвратить ей конфискованные поместья и приблизить ко двору её фаворита Роджера Мортимера, 1-го графа Марча. Условия Изабеллы не были приняты ни Эдуардом, ни Диспенсерами. Тем временем, королева Изабелла и граф Марч вместе с отрядом рыцарей под командованием Жана де Бомона и большого отряда брабантских наёмников вторглись в Англию, где к ним присоединился Генри, 3-й граф Ланкастер. Лондон взбунтовался против короля и тому ничего не оставалось, как бежать в Уэльс, где он 16 ноября и сдался. Эдуард II отрекся от престола при условии, что унаследует трон его сын, а не Мортимер. В ночь на 21 сентября 1327 года бывший король умер в замке Беркли. Обычно считается, что он был убит по приказу Мортимера. В 1330 году восемнадцатилетний Эдуард III положил конец четырёхлетнему правлению Изабеллы и Мортимера. Мортимер был казнён, но Изабелла, хотя и была отстранена от власти, жила в роскоши в течение следующих 27 лет.

### Эдуард III (1327-1377)

#### Возобновление Шотландской войны
После поражения англичан во время правления Мортимера от шотландцев в битве при Стэнхоуп-парке, в 1328 году от имени Эдуарда III был подписан Нортгемптонский договор. Эдуард не был удовлетворён мирным соглашением, но война с Шотландией возобновилась по частной, а не королевской инициативе. Группа английских магнатов, известных как Лишённые Наследства (The Disinherited), так как потеряли земли в Шотландии по мирному соглашению, в 1332 году вторглись в Шотландию и одержали победу в битве при Дапплин-Муре. Они посадили на шотландский трон Эдуарда Баллиоля вместо Давида II, но Баллиоль вскоре был изгнан и обратился за помощью к Эдуарду III. Английский король начал осаду важного пограничного города Берик-апон-Туид и в битве при Халидон-Хилле разбил большую армию, выступившую на помощь осаждённым. Эдуард восстановил Баллиоля на троне и получил значительное количество земель в южной Шотландии. Однако эти земли оказалось трудно удержать, поскольку силы, верные Давиду II, постепенно вернули себе контроль над страной. В 1338 году Эдуард был вынужден согласиться на перемирие с шотландцами.

#### Эдвардианская война

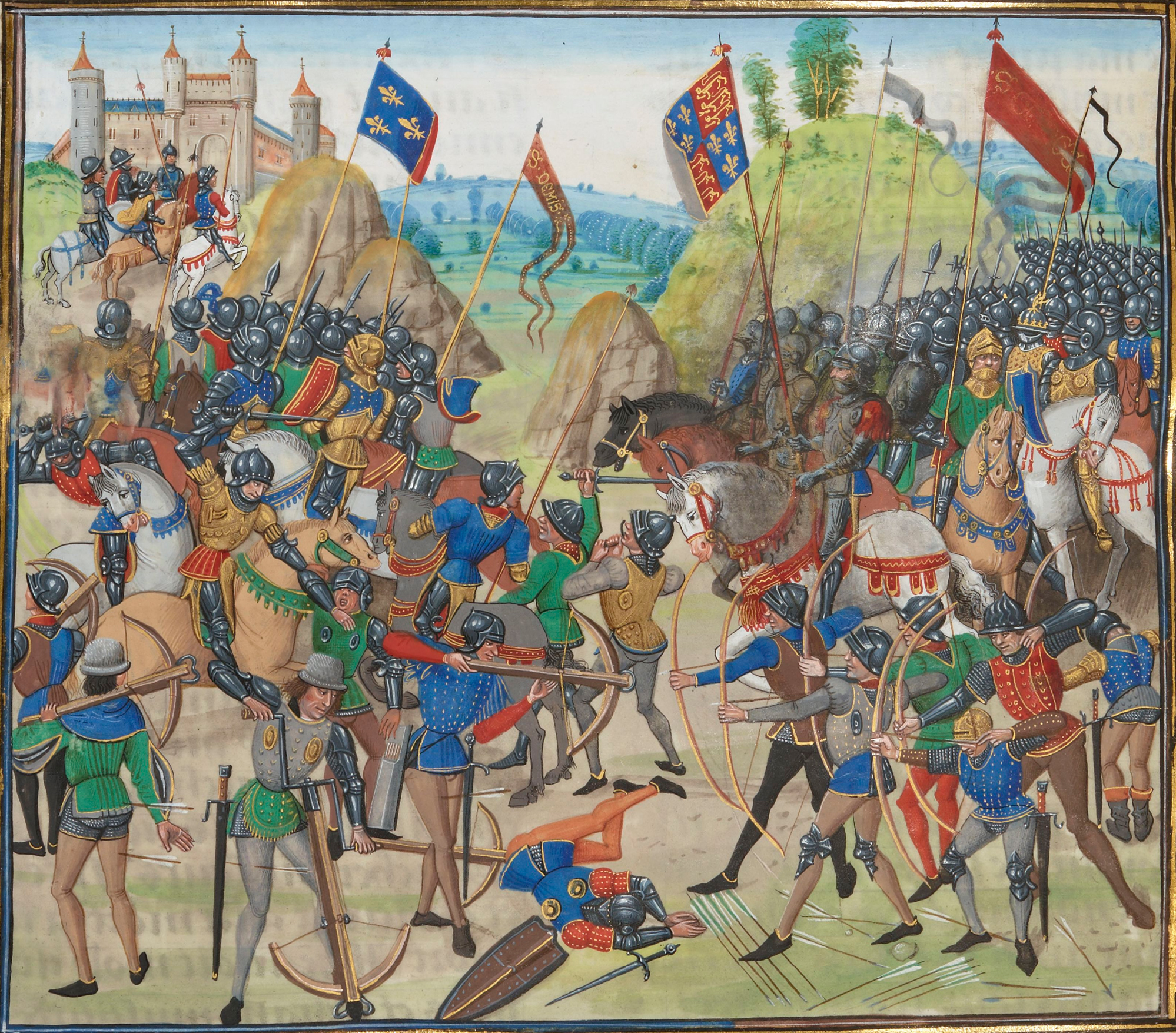
Победа при Креси была важным успехом английской короны в Эдвардианской войне.

В 1328 году умер французский король Карл IV, не оставив наследника мужского пола. Основными претендентами на престол были его кузен Филипп Валуа и королева Изабелла от имени своего сына Эдуарда. Так как Филипп претендовал на трон как старший внук Филиппа III по мужской линии, а Эдуард лишь как внук Филиппа IV Французского по материнской линии, то следуя прецедентам престолонаследия Филиппа V над его племянницей Жанной II Наваррской и престолонаследия Карла IV над его племянницами, королём стал Филипп Валуа. Под тем предлогом, что Эдуард III в своё время принёс оммаж Филиппу как герцогу Аквитании, французский король продолжал претендовать на контроль над Гасконью. В частности, Филипп потребовал, чтобы Эдуард выдать изгнанного своего советника Роберта III Артуа, которому английский король убежище. Получив отказ, Филипп объявил земли Эдуарда в Гаскони и Понтье конфискованными. В ответ Эдуард собрал коалицию сторонников на континенте, пообещав выплатить более 200 000 фунтов стерлингов. Для этого Эдуард занял крупные суммы у флорентийских банкиров Барди и Перуцци, торговцев в Нидерландах и у Уильяма де ла Поля, богатого английского торговца, который пришёл на помощь королю, предоставив ему аванс в размере 110 000 фунтов стерлингов. Эдуард также попросил у парламента 300 000 фунтов стерлингов в обмен на дальнейшие уступки.
Задержка, вызванная сбором средств, позволила французам вторгнуться в Гасконь и угрожать английским портам, в то время как англичане активно занимались пиратством в Ла-Манше. Эдуард провозгласил себя королём Франции, чтобы побудить фламандцев поднять открытое восстание против французского короля и одержал значительную морскую победу в битве при Слейсе, где французский флот был почти полностью уничтожен. Далее последовали битва при Сент-Омере и осада Турне, но поскольку у обеих сторон закончились деньги, боевые действия закончились Эсплешенским перемирием. Эдуард III не добился ничего ценного в военном отношении, ослабив свои позиции в Англии. Обанкротившись, он сократил свои потери, разорив многих, кому он не мог или не захотел возместить долги.
Обе страны страдали от истощения войной. Налоговое бремя было тяжёлым, а торговля шерстью была нарушена. Эдуард провёл последующие годы, выплачивая свой огромный долг, в то время как гасконцы занялись откровенным бандитизмом. В 1346 году Эдуард вторгся из Нидерландов, используя стратегию шевоше, совершая рейды с целью грабежа и разрушения. Эту стратегию англичане будут использовать на протяжении всей войны. Неспособность защитить свои земли от шевоше дискредитировало правительство Филиппа VI и толкало его вассалов на сторону врага. Летом 1346 года Эдуард провёл два успешных сражения: штурм Кана и битву при Бланштаке. Затем он обнаружил, что Филипп превзошёл его в маневренности и численности, и был вынужден дать большое сражение при Креси, которое закончилось для французов сокрушительным поражением, предоставив Эдуарду возможность захватить важный порт Кале. Последующая победа над шотландцами в битве при Невиллс-Кроссе привела к пленению Давида II и уменьшила угрозу со стороны Шотландии.

#### Чёрная смерть

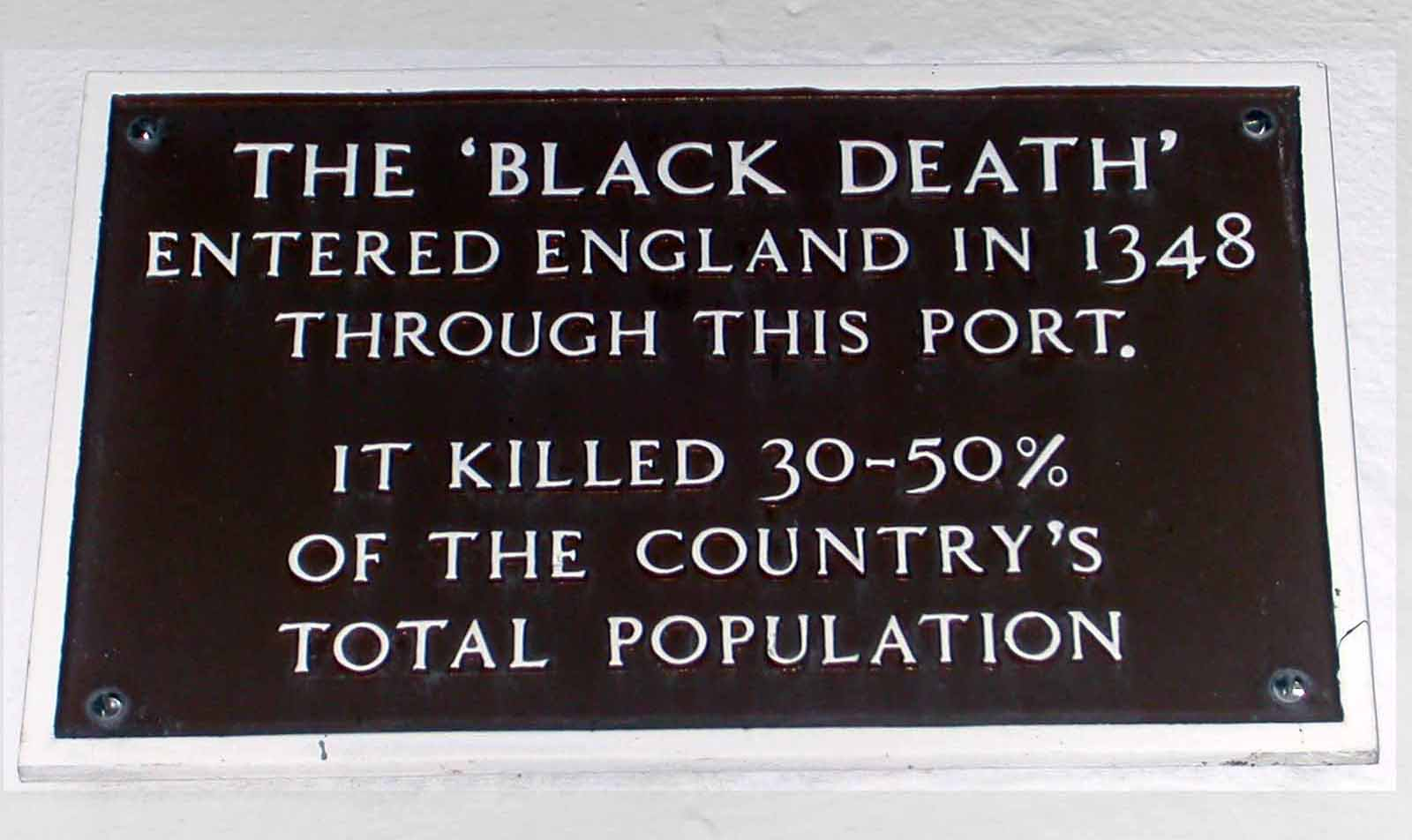
Мемориальная доска в Уэймуте, с которого началась эпидемия.

Согласно хронике «серых братьев» в Кингс-Линне, чума прибыла в Англию на корабле из Гаскони в Мелкомб в Дорсете — сегодня обычно называемом Уэймут — незадолго до «праздника Святого Иоанна Крестителя» 24 июня 1348 года. Из Уэймута болезнь быстро распространилась по юго-западу. Первым крупным городом, который был поражен, стал Бристоль. В Лондон чума пришла осенью 1348 года, раньше большинства окружающих городов. Это, безусловно, произошло к ноябрю, хотя, по некоторым данным, уже 29 сентября, но полный эффект чумы ощутился в столице в начале следующего года. Условия в Лондоне оказались идеальными для чумы: улицы были узкими и залитыми сточными водами, а дома переполнены и плохо проветривались. К марту 1349 года болезнь распространилась по всей Южной Англии. В первой половине 1349 года Чёрная смерть распространилась на север, когда чума прибыла на корабле в Хамбер, откуда распространилась как на юг, так и на север. В мае она достигла Йорка, а уже летом опустошила север. Некоторые северные графства, такие как Дарем и Камберленд, стали жертвами жестоких вторжений шотландцев и поэтому оказались особенно уязвимы для чумы. Мор был менее опасен в зимние месяцы и распространялся не так быстро. Чёрная смерть в Англии пережила зиму 1348—1349 годов, но в течение следующей зимы закончилась и к декабрю 1349 года условия вернулись к относительной норме. Болезни потребовалось приблизительно 500 дней, чтобы охватить всю страну. Чёрная смерть положила конец войнам Эдуарда, убив от трети до более половины его подданных. В ответ на нехватку рабочей силы и социальные волнения, последовавшие за чумой король принял Указ о работниках и Статут о работниках. Трудовое законодательство применялось неэффективно, а репрессивные меры вызывали недовольство.

#### Возобновление Столетней войны (1356—1368)

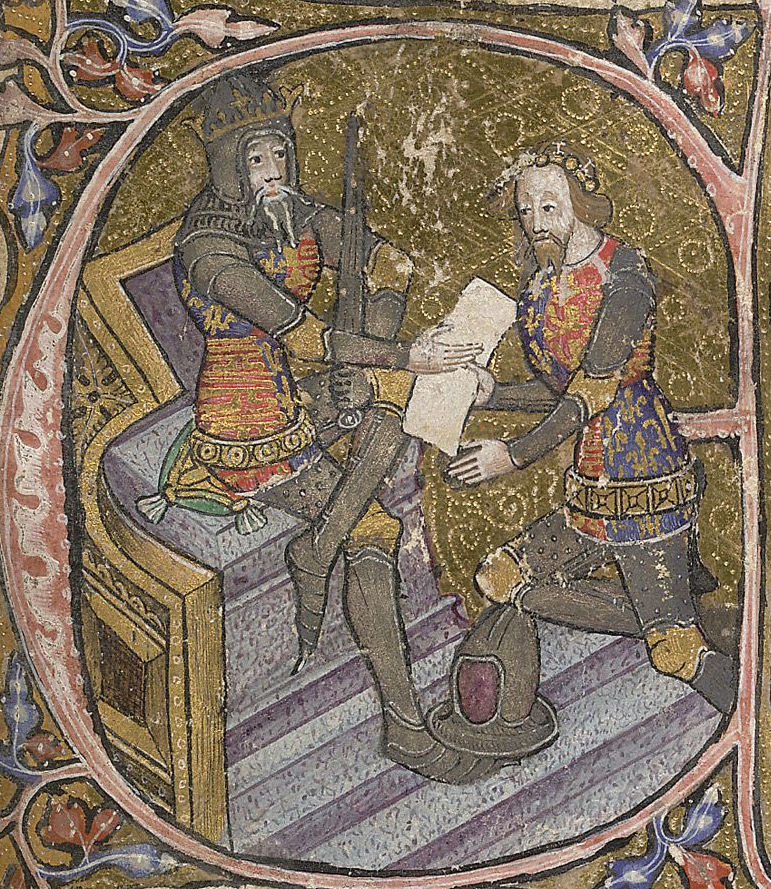
Эдуард III дарует сыну Эдуарду Вудстокскому (Чёрный принц) Аквитанию.

В 1356 году Эдуард Вудстокский возобновил Столетнюю войну одним из самых разрушительных за всю историю конфликта рейдов. Начав с Бордо, он опустошил земли Арманьяка, прежде чем повернуть на восток в Лангедок. Тулуза приготовилась к осаде, но армия принца не была к ней готова, поэтому он обошёл город и продолжил путь на юг, грабя и поджигая всё на своём пути. В отличие от крупных городов, таких как Тулуза, сельская местность не была организованы для обороны, что делало её гораздо более привлекательными целями. Во втором большом рейде принц сжёг пригороды Буржа, не захватив город, прежде чем двинуться на запад вдоль реки Луары в Пуатье, где одержал крупную победу и пленил Иоанна II. Был подписан Второй Лондонский договор, по которому Англия аннексировала большую часть западной Франции, включая Нормандию, Анжу, Мэн, Аквитанию в её древних границах, Кале и Понтье, а также получала сюзеренитет над герцогством Бретань, тем самым де-факто восстанавливая Анжуйскую империю, причём в полном суверенитете, а не как феод. Кроме того, Франция должна была заплатить выкуп в размере 4 миллионов экю за короля. В том же году Эдуард Вудстокский вторгся во Францию, пытаясь воспользоваться народным восстанием Жакерия и захватить трон. Хотя ни одна французская армия не выступила против него, он не смог взять ни Париж, ни Реймс.
Мирный договор, подписанный через год, оказался гораздо мягче для Франции: выкуп в 3 млн за освобождение короля и признание власти Англии над Гиенью, графствами Арманьяк, Перигор, Пуату, Сентонж и рядом других на юго-западе, графством Понтье, крепостью Кале и прилегающей к ней территорией на северо-западе. Со своей стороны Эдуард III заявлял об отсутствии притязаний на французский престол. При ратификации договора в него, однако, не были включены пункты о признании Францией суверенитета англичан над перешедшими под их управление землями и об отказе английского монарха от претензий на французскую корону. Подписание соглашений на этот счёт было отнесено на более позднее время, но так и не состоялось.
Боевые действия в ходе Столетней войне часто выливались из французских и английских земель в соседние королевства. Так, обе стороны вмешались в династический конфликт в Кастилии между Педро I и Энрике II. Принц Эдуард вступил в союз с Педро, разгромив в 1367 году Энрике в битве при Нахере, прежде чем поссориться с Педро, у которого не было средств возместить принцу расходы, оставив Эдуарда банкротом. Впрочем, даже после разгрома и смерти Педро в 1369 году Плантагенеты продолжали вмешиваться в кастильские дела, и Джон Гонт, 1-й герцог Ланкастерский, брат принца, женился на дочери Педро Констанции, что позволило ему заявить о своих правах на корону Кастилии от имени своей жены. Он прибыл с армией, прося Энрике I отказаться от престола в пользу Констанции. Энрике отказался; вместо этого его сын женился на дочери Джона Гонта, Екатерине Ланкастерской, создав титул принца Астурийского для пары.

#### Каролинская война (1369—1377)

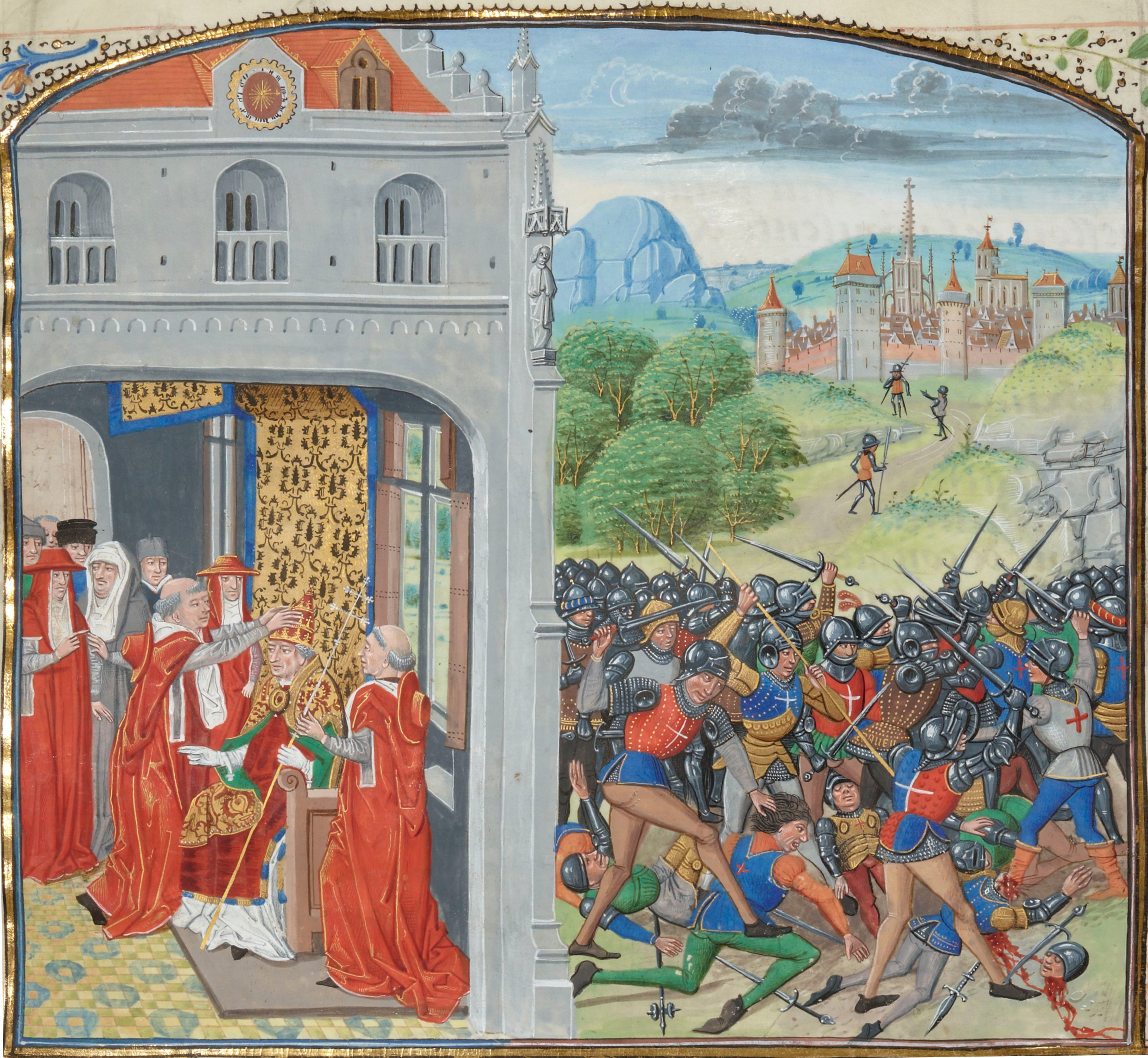
На правой части диптиха изображена битва при Понтваллене (1370).

Французский король Карл V возобновил боевые действия, использовав как предлог жалобы аквитанцев на Эдуарда Чёрного принца, адресованные французской короне. На протяжении всей Каролинской войны перевес был на стороне французов, которые заняли существенную часть континентальных владений Плантагенетов. Принц Эдуард продолжил демонстрировать жестокий характер, который, по мнению некоторых, стал причиной его прозвища «Чёрный принц», в Лиможе в 1370 году. После того, как город открыл свои ворота Жану Беррийскому, французскому наместнику Берри и Оверни, Эдуард захватил восставший город и из мести приказал истребить 3000 его жителей, мужчин, женщин и детей. В начале 1371 года тяжело больной принц вернулся в Англию, оставив Гасконь своему брату Джону Гонту. В августе 1372 года он вместе с отцом предпринял поход во Францию, однако неблагоприятные ветра помешали высадке английских войск. После этого принц был слишком болен, чтобы воевать и вернулся в Англию, где вскоре умер: сын короля и отец короля, он сам так и не стал королём.
Брат принца Эдуарда Джон Гонт, 1-й герцог Ланкастерский, принял руководство английскими силами во Франции. Несмотря на дальнейшие рейды и разорение сельской местности, его усилия были стратегически неэффективны. Французский командующий Бертран Дюгеклен принял на вооружение фабиеву тактику: уклонеяясь от решительных битв, он медленно выдавливание противника. К 1374 году Дюгеклену удалось вытеснить англичан практически со всех территорий, доставшихся им по миру в Бретиньи, включая Пуатье и Бержерак. В 1372 году флот Кастилии, союзника Франции в борьбе против Англии, в битве при Ла-Рошели сумел полностью уничтожить английский флотам, тем самым сведя на нет английское господство на море, что подорвало английскую морскую торговлю и поставило под угрозу Гасконь.

### Ричард II(1377—1399)

#### Восстание Уота Тайлера

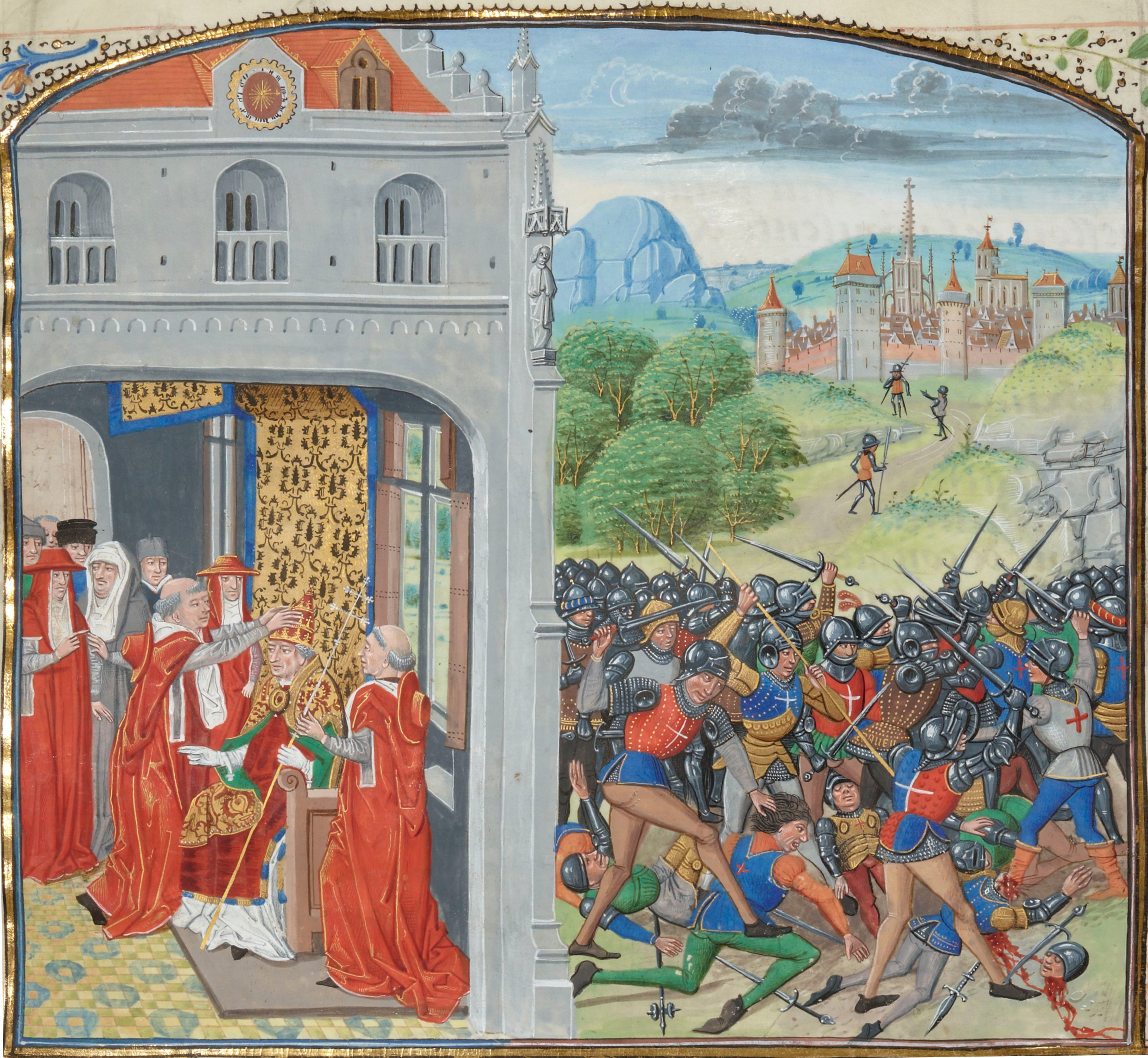
Ричард II встречается с повстанцами 13 июня 1381 года. Миниатюра из «Хроник» Жана Фруассара.

В 1376 году скончался король Эдуард III, перед смертью объявив своим наследником внука Ричарда, сына Эдуарда Чёрного принца, и заставив присягнуть ему всех баронов, рыцарей и епископов королевства, хотя были и недовольные решением короля передать корону десятилетнему ребёнку. Ричард II, унаследовав престол после смерти своего отца и деда, не мог управлять страной в силу возраста и до совершеннолетия Англией управлял регентский совет, но фактическим правителем в это время являлся дядя малолетнего короля Джон Гонт, который не пользовался популярностью. Плохое состояние экономики вызвало значительные гражданские беспорядки, поскольку правительство ввело ряд подушных налогов для финансирования военных кампаний. Особенно непопулярным оказался налог в один шиллинг для всех старше 15 лет. Это, в сочетании с применением Статута о работниках, который ограничивал свободное перемещение крестьян и заработную плату, вызвало в 1381 году крупное крестьянское восстание, быстро охватившее практически всю Англию. Предводитель восставших Уот Тайлер и поддержавшие его жители Кента двинулись на Лондон, по пути захватив мать короля леди Джоанну. Первоначально повстанцы нападали в основном на определённые объекты, многие из которых были связаны с Джоном Гонтом, которого многие считали главным виновников своих бед. У короля под рукой было лишь небольшое число войск, так как основные силы находились во Франции или на севере, защищая страну от возможного нападения шотландцев. Утром 13 июня Ричард II отплыл из Тауэра и на другой стороне реки встретился с повстанцами, которые предъявили ему ряд требований, включая увольнение некоторых его министров и отмену крепостного права, но переговоры провалились и Ричард вернулся в Тауэр. После этого повстанцы захватили Тауэр и казнили архиепископа Садбери, занимавшего должность канцлера, казначея сэра Роберта Хейлза и парламентского пристава Джона Легга, который отвечал за сбор налога в Кенте, а также лекаря Джона Гонта, но не тронув королеву-мать. Были организованы новые переговоры, но Тайлер вёл себя агрессивно и в последовавшем споре Уильям Уолуэрт, лорд-мэр Лондона, напал на Тайлера и убил его. Воспользовавшись растерянностью повстанцев, оставшихся без вожака, Ричард перехватил инициативу, призвал всех к спокойствию и объявил, что принял все предложения и просит разойтись с миром. Хотя подушный налог и был отменён, восставшим не удалось добиться большего. Сначала король отказался подтвердить данные им обещания, а затем аннулировал «данные второпях» помилования. Он сам возглавил суд, приговоривший к казни 15 главарей мятежников, включая священника-лолларда Джона Болла. Однако многие бунтовщики отделались мягким наказанием, а затем Ричард объявил о прекращении арестов и казней. Тем не менее, в народе сохранилась память о нарушении королём данного им слова.

#### Свержение с престола
Став старше, Ричард стал вести себя очень самоуверенно, капризно и эгоистично. При этом он не терпел никаких возражений, они приводили его в бешенство, в котором он начинал вести себя крайне оскорбительно, теряя чувство королевского и человеческого достоинства, не гнушаясь брани и оскорблений. Кроме того, он окружил себя фаворитами, которых больше всего заботило собственное благосостояние; при этом их отличала алчность и легкомыслие. Для того, чтобы потакать прихотям приближённых, Ричард тратил огромные деньги, которых ему постоянно не хватало. Для покрытия расходов он занимал деньги, а также закладывал драгоценности.
Главным фаворитом Ричарда был Роберт де Вер, 9-й граф Оксфорд. Ведущая роль в управлении Англией принадлежала лорду-канцлеру. Этот пост занимал Майкл де ла Поль, получивший от короля титул 1-го графа Саффолка. Вместе с бывшим наставником Ричарда, сэром Саймоном Берли, они держали в своих руках все нити управления государством.
Неразумные действия короля и его фаворитов вызвали недовольство знати, в первую очередь его дяди Томаса Вудстока, 1-го герцога Глостера и бывшего опекуна Ричарда II — Ричарда Фицалана, 11-го графа Арундела и, и Томаса де Бошана, 12-го графа Уорика, прозванных Лорды-апеллянты. В 1386 году на парламентской сессии, вошедшей в историю как «Замечательный парламент» они добились создания «Большого постоянного совета» на 12 месяцев с целью покончить с фаворитами и изменить систему управления, чтобы ограничить то, что всё больше рассматривалось как тираническое и капризное правление Однако у совета оказались настолько широкие полномочия (он, в частности получил контроль за финансами, а также имел право распоряжаться большой и малой печатями), что король отказался его признать. Дальнейшие действия короля, который не собирался выполнять указания совета, привели к восстанию Арундела, Глостера и примкнувшего к ним Томаса де Бошана, 12-го графа Уорика. К трём лордам, которых назвали лордами-апеллянтами (от процедуры апелляции, которую они подали «Большому постоянному совету») присоединились Генри Болингброк, сын и наследник Джона Гонта, и Томас де Моубрей, 1-й герцог Норфолк.
19 декабря 1386 года лорды-апеллянты разгромили армию под командованием Роберта де Вера в битве у моста Рэдкот. После этого Ричард был низведён до номинального лидера с небольшой властью. Безжалостный парламент под давлением лордов-апеллянтов приговорил к смерти 8 соратников Ричарда. Графы Оксфорд и Саффолк, бежавшие за границу, были заочно приговорены к смертной казни. У Александра Невилла, архиепископа Йоркского, конфисковали все его мирские блага. Ряд советников Ричарда были казнены. Ситуация резко изменилась в пользу короля после возвращения из Испании Джона Гонта. Ричард смог восстановить свою власть, Глостер был убит в плену в Кале, Уорик лишён титула, а Болингброк и Моубрей были сосланы. Когда Джон Гонт умер в 1399 году, Ричард лишил наследства его сына Генриха Болингброка, который в ответ вторгся в Англию с небольшим отрядом, численность которого быстро росла. Не встретив особого сопротивления, Генрих низложил Ричарда, чтобы самому короноваться как Генрих IV. Ричард умер в плену в начале следующего года, вероятно, убитый, положив конец основной линии Плантагенетов.

### Дом Ланкастеров

#### Генрих IV (1399—1413)
Новый король, пользовавшийся бесспорной поддержкой, судя по всему, чувствовал себя достаточно уверенным, чтобы проявить милосердие к своим врагам. Однако из-за парадоксальной природы его царствования положение Генриха имело серьёзные недостатки, ведь он получил престол по праву завоевателя, а не по наследованию. Неслучайно, Генрих неоднократно подчёркивал, что считает себя законным преемником предыдущих королей, ведь его отец, Джон Гонт, был четвёртый (и третий из выживших) из сыновей короля Эдуарда III, а мать, Бланка Ланкастерская, как утверждал Генрих, имела не менее законные права на престол будучи правнучкой Эдмунда Горбатого, который, как он утверждал, был старшим сыном Генриха III, лишённым права наследства из-за уродства, хотя утверждения не получили широкого признания. Благодаря этому Генрих рассчитывал править так же, как и его предки, без уменьшения прерогатив, унаследованных им. Одним из претендентов на английский престол был Эдмунд Мортимер, 5-й граф Марч, который был близким родственником английских королей, будучи внуком Лайонела Антверпа, 1-го герцога Кларенса, третьего сына короля Эдуарда III, а мать, Алиенора Холланд, была внучкой Джоанны Кентской, матери короля Ричарда II. В детстве Эдмунда не считали серьёзным претендентом, что не помешало Генриху IV содержал его под охраной в Виндзорском замке. Сам Эдмунд никогда не проявлял интереса к трону, вместо этого верно служа дому Ланкастеров. Когда позже Ричард Конисбург, 3-й граф Кембридж, замышлял использовать его, чтобы сместить недавно коронованного сына Генриха и их общего кузена, Эдмунд сообщил об этом новому королю и заговорщики были казнены. Однако более поздний брак его внучки с сыном Ричарда укрепил притязания его потомков на трон по сравнению с притязаниями более младшего дома Йорков. В результате, чтобы занять трон и удержаться на нём, новому королю пришлось пойти на уступки. Хотя некоторые из них были просто традиционными атрибутами хорошего правления вроде обещания соблюдать законы наследования, одно из них, клятва о снижении налогов, по оценке историков, оказало серьёзное влияние на всё правление Генриха.
При этом политика терпимости принесла Генриху IV некоторые успехи: ему удалось перетянуть на свою сторону чиновников, назначенных Ричардом II, которые обладали определёнными талантами и были готовы к примирению. Кроме того, ему удалось назначить многих своих сторонников шерифами, судьями и комиссионерами, часто за счёт непокорных соратников бывшего короля. Также он привлекал ко двору людей своих вассалов из Северной Англии; во многом именно верные и опытные ланкастерские служащие вроде сэра Хью Уотертона, сэра Томаса Эрпингема и сэра Томаса Ремпстона позволили королю компенсировать собственное невежество в управлении Англией, а также предоставили ему твёрдую опору, позволившую удержать трон. Однако стоимость этой поддержки оказалась высокой — как в прямом, так и переносном смысле.
Генрих возобновил войну с Францией, но его преследовали финансовые проблемы, ухудшающееся здоровье и частые восстания. Шотландское вторжение было отбито в 1402 году в битве при Хомильдон-Хилле. Но эта победа способствовала усилению позиций Генри Перси, 1-м графа Нортумберленда, и ускорила его восстание против короля Генриха IV в 1403 году. Последовавшая затем длительная война за северную Англию завершилась только с почти полным истреблением семьи Перси в битве при Брамем-Муре в 1408 году. В Уэльсе широкомасштабное восстание Оуайна Глиндура было подавлено только в 1408 году. Правление Генриха IV было неоднозначным. Хронист Джон Стрич хотя и превозносил военную доблесть короля, указывал, что, нарушив свои обещания, тот потерял доверие народа. Неудивительно, что когда Генрих был позже поражен проказой и эпилепсией многие посчитали это наказанием Божьим.

#### Генрих V (1413—1421)

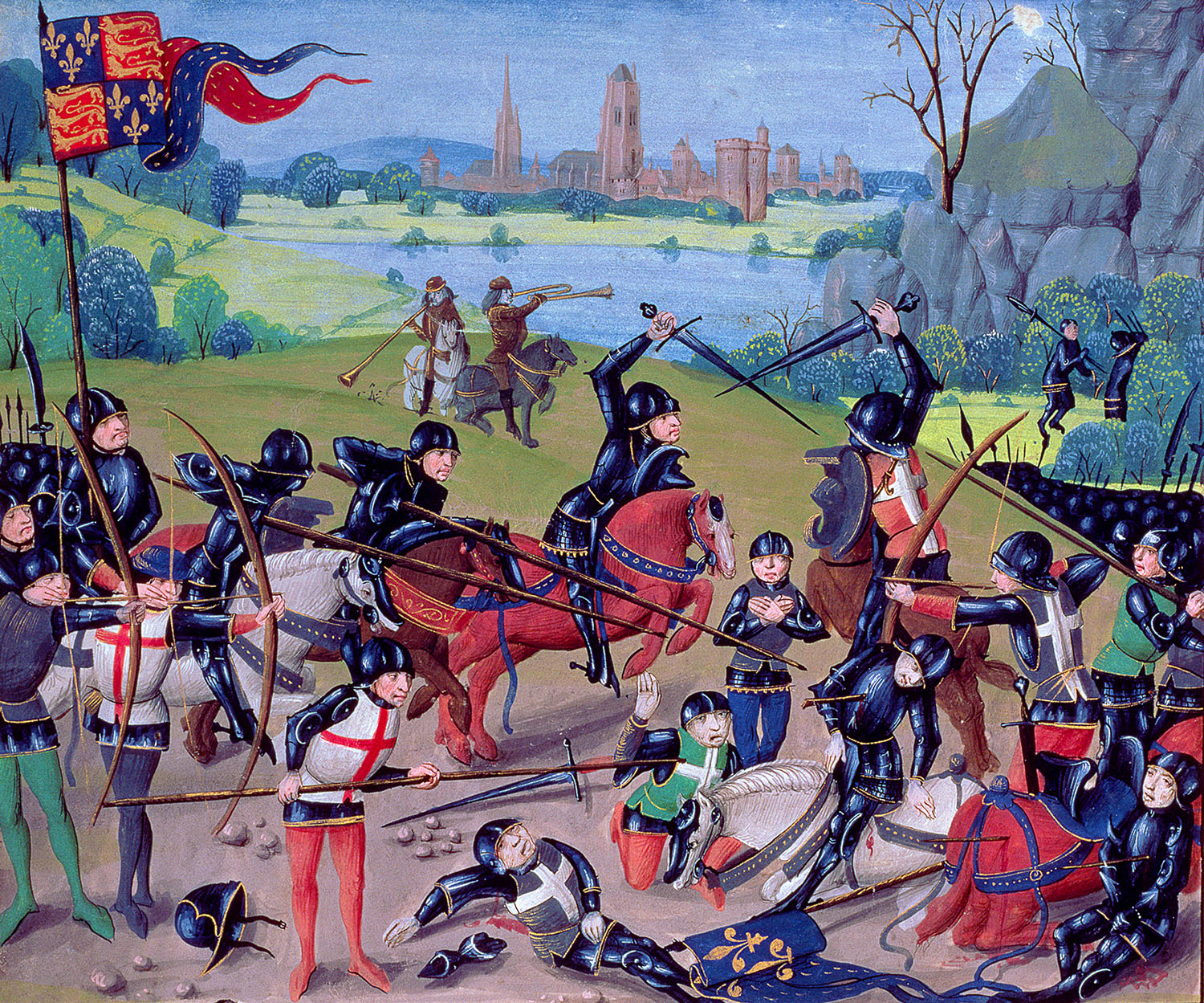
Битва при Азенкуре (1415 год).

Столетней войны. Территория Франции: жёлтый; территория Англии: серый; территория Бургундии: тёмно-серый.

Генрих IV умер в 1413 году. Его сын и преемник, Генрих V, показал себя успешным и безжалостным военным лидером. Понимая, что психическое заболевание французского короля Карла VI, вошедшего в историю как Карл Безумный, и борьба за власть между арманьяками и бургиньонами, ослабили давнего противника, в 1415 году Генрих V вторгся во Францию, чтобы подтвердить претензии Плантагенетов. Захватив Арфлёр и совершив рейд в Кале, он одержал почти полную победу над французами в битве при Азенкуре 25 октября 1415 года, несмотря на подавляющее численное превосходство противника и нехватку припасов.
В последующие годы Генрих захватил большую часть Нормандии, включая Кан (1417) и Руан (1419). Заключив союз с герцогом Бургундским Филиппом III Добрым, который захватил Париж после убийства своего отца, Жана Бесстрашного в 1419 году, за пять лет английский король подчинил себе примерно половину территории Франции. В 1420 году Генрих подписал договор в Труа c Карлом VI, согласно которому Генрих V объявлялся наследником Карла Безумного в обход законного наследника дофина дофина Карла, что фактически означало объединение Англии и Франции. После заключения договора, вплоть до 1801 года короли Англии называли себя королями Франции.
Несмотря на договор в Труа и брак с Екатериной Валуа, дочерью Карла VI, война не закончилась. Дофин Карл продолжил борьбу за французский престол. Брат Генриха Томас, герцог Кларенс, был убит в битве при Боже в 1421 году. А в 1422 году внезапно умирает 35-летний Генрих V, возможно, от дизентерии, которой он заболел ещё во время осады Мо. Незадолго до кончины король назначил своего брата Джона Ланкастерского, 1-го герцога Бедфорда, регентом при своём девятимесячном сыне Генрихе. Два месяца спустя умер 53-летний Карл VI.

#### Генрих VI (1421—1471)
Под руководством регента герцога Бедфорда англичане одержали ещё несколько побед, таких как битва при Вернёе в 1424 году, но было невозможно поддерживать кампанию на этом уровне. Переломным моментом в войне стало участие Жанны д’Арк, которая помогло французам добиться снятия осады Орлеана, заслужив прозвище Орлеанская дева. Победа французов в битве при Пате в 1429 году позволила дофину Карлу короноваться в Реймсе и продолжить успешную фабиеву тактику, избегая полномасштабных сражений и используя логистическое преимущество. Не помогло англичанам и то что они, выкупив у бургундцев схваченную ими Жанну, добились её сожжения по обвинению в ереси.
Во время несовершеннолетия Генриха VI война вызвала политический раскол среди законных и незаконных Плантагенетов. В то время как герцог Бедфорд хотел защитить Нормандию, Хамфри Ланкастер, 1-й герцог Глостерский, только Кале, а кардинал Бофорт хотел мира. Этот раскол привёл к тому, что жену Хамфри обвинили в использовании колдовства с целью посадить его на трон. Позже Хамфри был арестован и умер в тюрьме. Неготовность Плантагенетов отказаться от претензий на французскую корону на переговорах в Аррасе позволила бывшему союзнику англичан бургундскому герцогу Филиппу III примириться с Карлом, что дало французам время реорганизовать феодальное ополчение в профессиональную армию, которая могла эффективнее использовать своё превосходство в численности. В последующие годы французы вернули Руан и Бордо, отвоевали Нормандию, выиграли битву при Форминьи в 1450 году и, победив в при Кастийоне в 1453 году, положили конец войне, оставив англичанам в континентальной Франции только Кале с окрестностями.
Генрих VI оказался слабым королём и излишне уязвимым перед чрезмерно могущественными подданными, порождениями бастардного феодализма, которые воспользовались заменой феодальных ополчений налогами, чтобы создать частные армии из ливрейных вассалов и наёмников. Результатом стало соперничество, которое часто выливалось из зала суда в вооружённые столкновения, такие как вражда Перси и Невиллов. Общие интересы, возникшие в результате войны во Франции, закончились, поэтому Ричард, герцог Йоркский, и Ричард Невилл, 16-й граф Уорик, использовали свои армии, чтобы бросить вызов короне, в то время как дворянство примыкало к различным фракциям в зависимости от своих взглядов и личных распрей. Генрих VI стал центром недовольства, поскольку население, сельскохозяйственное производство, торговля шерстью и кредит снизились во время Великого спада XV века. В 1450 году произошло восстание Джека Кэда, участники которого хотели заставить короля или решить экономические проблемы или отречься от престола. Восстание было подавлено, но ситуация оставалась неурегулированной и отдельные вспышки недовольства по прежнему случались.

#### Войны Алой и Белой розы

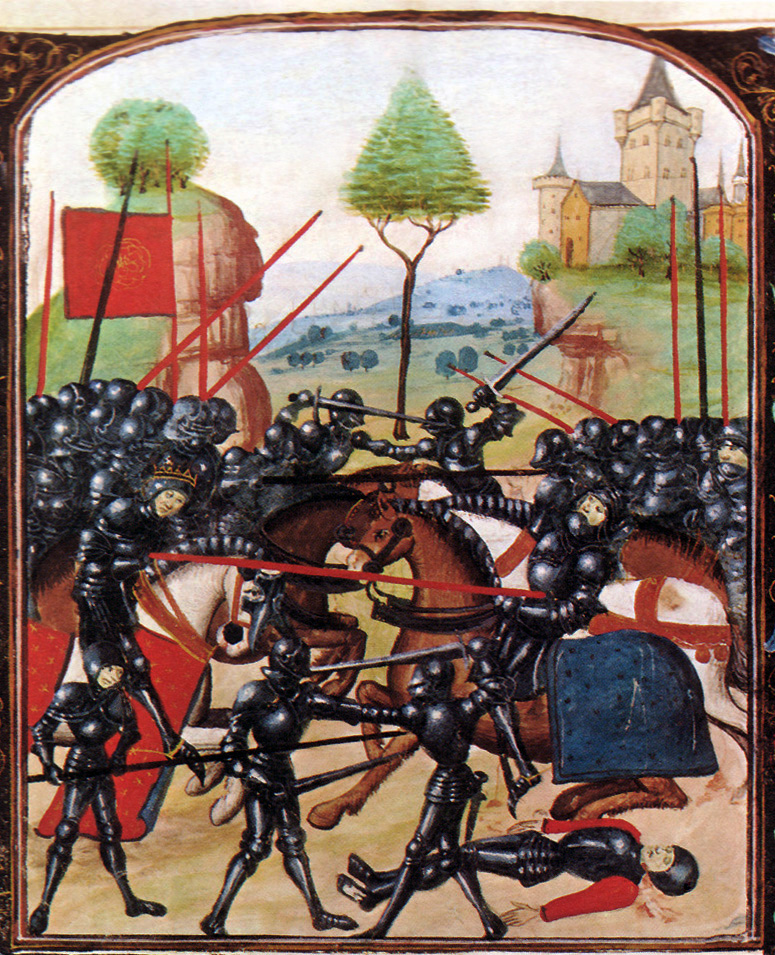
Битва при Барнете 1471 года (иллюстрация из Гентской рукописи конца XV века).

Отношение Ричарда Плантагенета, герцога Йоркского и главнокомандующего английскими войсками во Франции, к брачному контракту Генриха VI и Маргариты Анжуйской, который включал сдачу Мэна и продление перемирия с Францией, способствовало его назначению лордом-лейтенантом Ирландии. Это отстранило его от английской и французской политики, на которую он имел влияние как потомок и Лайонела, герцога Кларенса, и Эдмунда, герцога Йоркского. Осознавая печальную судьбу герцога Хамфри, к падению которого приложили руки Бофорты, и подозревая, что Генрих намеревался назначить своего фаворита Эдмунда Бофорта, 2-го герцога Сомерсета, наследником вместо него, он по возвращении в Англию стал собирать собственную армию. Ричард утверждал, что он реформатор, но, возможно, строил заговор против своего врага Сомерсета. Вооружённого конфликта удалось избежать, потому что Ричарду не хватало поддержки аристократии и он присягнул на верность Генриху VI. Однако, когда у короля случился нервный срыв, Ричард был назначен лордом-протектором и первым советником королевства, а герцог Сомерсетский был заключён в тюрьму.
Когда к Генриху вернулось здравомыслие, придворная партия восстановила свою власть. Супруга короля Маргарита, которая, не скрывала враждебности к Ричарду, особенно после рождения наследника мужского пола, что решило вопрос о престолонаследии, добилась его изгнания Ричарда, в то время как Сомерсет был освобождён и восстановлен в прежнем положении. Герцог Йоркский помогал Невиллам, с которыми он был связан браком, в их конфликте с Генри Перси, который был союзником Сомерсета. В мае 1455 года Ричард Йоркский и Невиллы попытались перехватить короля со свитой на пути в Лестере на собзванный королём Великий совет, опасаясь, что Сомерсет предъявит им обвинения. Отряды враждующих сторон столкнулись у маленького городка Сент-Олбанс и в стычке, позже названной Первой битвой при Сент-Олбансе, победу одержал Йорк. Среди убитых были Сомерсет и два лорда Перси, Генри Перси, 2-й граф Нортумберленд, и Томас Клиффорд, 8-й барон де Клиффорд, создав вражду, которую оказалось невозможно примирить; по общему мнению, сын Клиффорда позже убил сына Ричарда Эдмунда. Правящий класс был глубоко потрясен, и была предпринята попытка примирения.
Под угрозой обвинений в измене и не имея поддержки Йорк, Ричард Невилл, 5-й граф Солсбери, и Ричард Невилл, 16-й граф Уорик, бежали за границу. Позже Невиллы вернулись и в 1460 году выиграли битву при Нортгемптоне, захватив короля. Когда Ричард присоединился к ним, то удивил парламент, заявив о своих правах на трон, а затем предложив Акт согласия, в котором говорилось, что Генрих останется монархом на всю свою жизнь, но право наследования английского престола переходило Йоркам. Маргарита сочла лишение своего сына прав на корону неприемлемым, и поэтому конфликт продолжился. В том же 1460 году он потерпел поражение от войск Маргариты Анжуйской в битве при Уэйкфилде. Сам Ричард, а также его сына Эдмунд, граф Ратленд, и один из его ближайших сподвижников, Невилла, графа Солсбери, были схвачены и обезглавлены, после чего их головы выставили на всеобщее обозрение в центре Йорка.

### Дом Йорков

#### Эдуард IV (1461—1483)
Шотландская королева Мария Гелдернская оказала Маргарет поддержку и шотландская армия разграбила южную Англию. Лондонцы, опасаясь разграбления города, с энтузиазмом встретили сына Ричарда Йоркского Эдуарда, графа Марча, и парламент подтвердил его права на престол. В 1461 году Эдуард одержал победу в битве при Таутоне, которая считается крупнейшим сражением среди всех состоявшихся на территории Британских островов, что позволило ему укрепить своё положение, и был коронован как Эдуард IV. Потерпев поражение, Генрих вместе с женой и сыном бежал в Шотландию.
В 1464 году Эдуард женился на Елизавете Вудвилл, чей отец, Ричард Вудвилл, 1-й граф Риверс, ранее поддерживал Ланкастеров. Этот брак испортил отношения Эдуардом IV с его кузеном графом Уориком (прозванному впоследствии «делателем королей»). Постепенно конфликт между ними зашёл так далеко, что в 1470 году перешедшие на сторону ланкастерцев Уорик и младший брат Эдуарда Джордж, герцог Кларенс вернули на престол Генриха VI при поддержке французского короля Людовика XI. Эдуард и его брат Ричард, герцог Глостерский, бежали, но после их возвращения в следующем году Кларенс перешёл на сторону братьев в битве при Барнете, что привело к поражению ланкастерцев и гибели обоих братьев Невилл. Последующая битва при Тьюксбери привела к гибели последнего представителя мужской линии Бофортов. Казнь на поле боя Эдуарда Вестминстерского, принца Уэльского, и последующее убийство Генриха VI уничтожили Дом Ланкастеров.

#### Эдуард V и Ричард III (1483—1485)

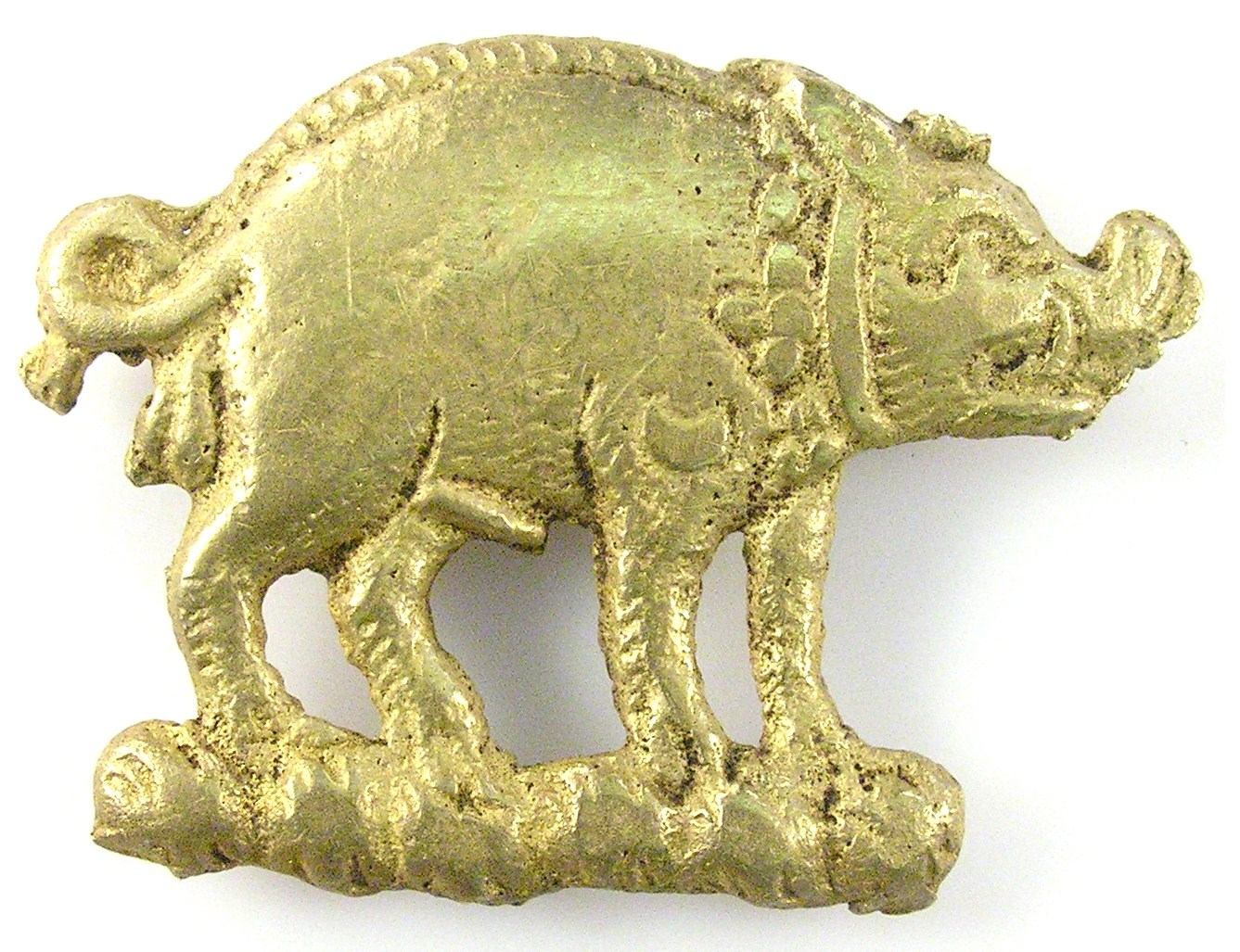
Ливрейный значок, который, как полагают, носил сторонник Ричарда III, последнего короля из династии Плантагенетов.

К середине 1470-х годов победоносный дом Йорков выглядел надёжно устоявшимся, с семью живыми принцами-мужчинами, но быстро пришёл к собственной гибели. Джордж Кларенс устроил заговор против своего брата и был казнён в 1475 году. В 1483 году в возрасте 40 лет неожиданно скончался Эдуард IV и королём стал его старший сын Эдуард, но коронация была отложена на неопределенный срок их дядей Ричардом Глостерским. 25 июня «группа лордов, рыцарей и джентльменов» обратилась к Ричарду с просьбой занять трон. Впоследствии оба принца были объявлены парламентом незаконными; это было подтверждено в том же году парламентским актом, известным как Titulus Regius. В акте говорилось, что брак Эдуарда IV и Элизабет Вудвилл недействителен из-за предварительного брачного контракта Эдуарда с леди Элеонор Батлер. 6 июля на трон как Ричард III взошёл самый младший из четверых сыновей Ричарда Йоркского. Став королём Англии, дядя принцев поместил их во «внутренние покои Тауэра», в то время королевской резиденции. После лета 1483 года о принцах не было никаких сведений, их дальнейшая судьба неизвестна, считается, что они умерли или были убиты в Тауэре.
Правление Ричарда III оказалось недолгим. Уже в 1485 году в Англии высадились иностранные наёмники во главе с Генрихом Тюдором, графом Ричмонд, из древнего валлийского рода. На английский трон он претендовал как сын Маргарет Бофорт, внучки внебрачного (впоследствии узаконенного) сына основателя дома Ланкастеров Джона Гонта. После того, как в том же году Ричард был убит в битве при Босворте, Тюдор вступил на престол под именем Генриха VII, основав династию Тюдоров и положив конец династии Плантагенетов.

## Правительство и общество

### Управление и социальные структуры

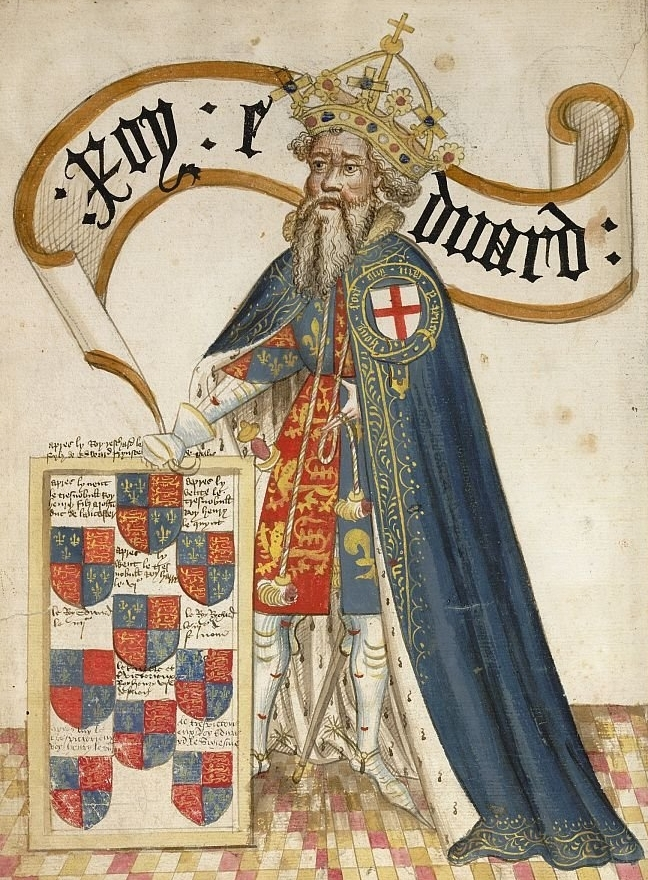
Эдуард III с рыцарскими символами учреждённого им Ордена Подвязки (начало XV века).

Став королем в 1272 году, Эдуард I восстановил авторитет королевской власти, перестроив королевские финансы и обратившись к более широкой английской элите, используя парламент для повышения новых налогов и рассмотрения петиций относительно злоупотреблений местного управления. Этот политический баланс рухнул при Эдуарде II, и в 1320-х годах разразились жестокие междоусобные войны. Эдуард III вновь восстановил порядок, заручившись поддержкой большинства дворянства и осуществляя власть через казначейство, суд общей скамьи и королевский двор. Новое правительство было лучше организовано и имело больший масштаб, чем когда-либо прежде, и к XIV веку бывшая странствующая канцелярия короля разместилась на постоянной основе в Вестминстер. Эдуард использовал парламент шире, чем его предшественники, для осуществления общего управления, принятия законов и сбора необходимых налогов для оплаты войн во Франции. Королевские земли — и доходы от них — со временем уменьшились, и для поддержки королевских инициатив требовалось повышать налоги. Эдуард также пытался объединить своих сторонников вокруг символов рыцарства. Идеал рыцарства продолжал развиваться на протяжении всего XIV века, что нашло отражение в новых рыцарских орденах (включая Орден Подвязки), грандиозных турнирах и круглых столах.
К тому времени, когда Ричард II был свергнут в 1399 году, власть крупных магнатов значительно возросла. Такие сильные правители, как Генрих IV, сдерживали их, но за время несовершеннолетия Генриха VI они де-факто контролировали страну. Магнаты зависели от своих доходов от земли и торговли, которые позволяли им содержать собственные армии и покупать поддержку среди более широких слоев дворянства; эта система была названа «бастардный феодализм». Их влияние оказывалось как через Палату лордов в парламенте, так и через королевский совет. Дворяне и богатые горожане оказывали всё большее влияние на короля и его правительство через Палату общин, выступая против повышения налогов для оплаты французских войн. В 1430-х и 1440-х годах английское правительство испытывало серьёзные финансовые трудности, что привело к кризису 1450 года и восстанию Джека Кэда. Закон и порядок ухудшились, и корона не могла вмешиваться в борьбу между магнатами и их сторонниками. Последовавшие за этим Войны Алой и Белой розы продемонстрировали эскалацию насилия между дворянскими лидерами обеих сторон: захваченные в плен враги были казнены, а их семейные земли конфискованы. К тому времени, когда Генрих VII Тюдор занял трон в 1485 году, правительственные и социальные структуры Англии были существенно ослаблены, а целые дворянские роды пресеклись.

### Женщины в Эпоху Плантагенетов

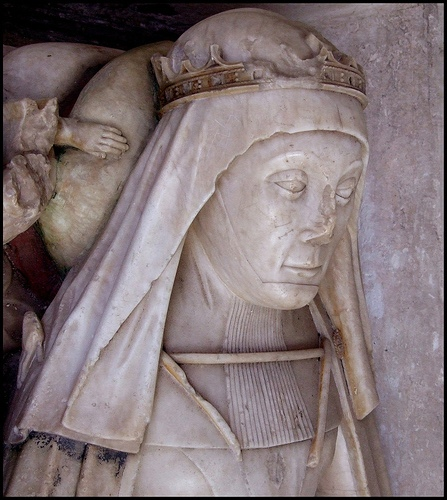
Гробница Елизаветы Йоркской, герцогини Саффолк (построена в 1503 году).

Англия эпохи Плантагенетов была патриархальным обществом и жизнь женщин находилась под сильным влиянием представлений того времени о гендере и власти. Однако положение женщин значительно различалось в зависимости от различных факторов, включая их социальный класс; были ли они незамужними, замужними, вдовами или повторно замужними; и в какой части страны они жили. Значительное гендерное неравенство сохранялось на протяжении всего периода, поскольку женщины, как правило, имели более ограниченный жизненный выбор, доступ к занятости и торговле, а также юридические права, чем мужчины.
Рост правительственных институтов при череде епископов снизил роль королев и их домохозяйств в формальном управлении. Замужние или вдовые дворянки оставались значительными культурными и религиозными покровительницами и играли важную роль в политических и военных событиях, даже если летописцы не были уверены, было ли это уместным поведением. Как и в предыдущие века, большинство женщин работали в сельском хозяйстве, но здесь роли стали более чётко гендерными, например, вспашка и обработка полей стали считаться мужской работой, а в производстве молочных продуктов стали доминировать женщины.
Годы после Чёрной смерти оставили многих женщин вдовами; в экономике в целом ощущался дефицит рабочей силы, а земля внезапно стала легкодоступной. В сельской местности уровень жизни крестьянок вырос по сравнению с предыдущими временами, но объём работ, выполняемых женщинами, мог увеличиться. Многие женщины отправились в города, так, что в некоторых поселениях их стало больше, чем мужчин. Там они работали со своими мужьями или занимались ограниченным количеством видов деятельности, включая прядение, изготовление одежды, доставку продовольствия и работу в качестве прислуги. Некоторые женщины стали пивоварами, но в XV веке пивоварение вновь стало мужским занятием. Однако должности с более высоким статусом и ученичество по прежнему оставались закрытыми для женщин. Как и в прежние времена, дворянки осуществляли власть в своих поместьях в отсутствие мужей и, при необходимости, защищали их во время осад и стычек. Богатые вдовы, которые смогли получить свою законную долю имущества покойного мужа, могли жить как влиятельные члены общества по собственному праву.

### Идентичность

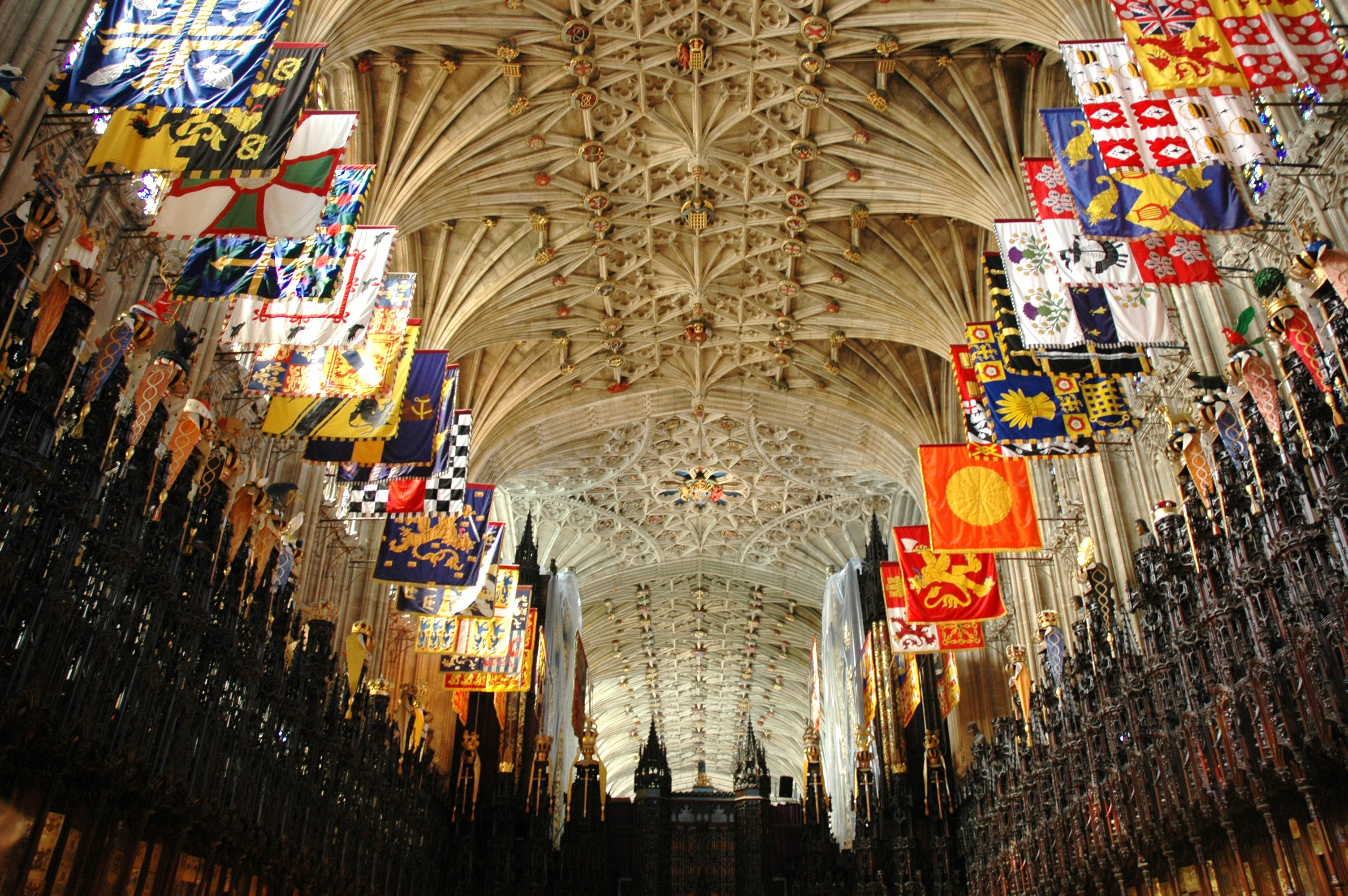
Английская готика: сводчатый потолок Капеллы Святого Георгия в Виндзорском замке.

В XII и XIII веках англичане начали считать себя выше своих кельтских соседей: валлийцев, шотландцев, корнцы и бретонцев. Они считали себя цивилизованными, экономически процветающими и по-настоящему христианскими, в то время как кельты считались ленивыми и отсталыми варварами. После вторжения в Ирландию в конце XII века, похожие чувства были выражены в отношении ирландцев, с различиями, прояснёнными и усиленными в английском законодательстве XIV века. Англичане также испытывали сильные чувства по отношению к иностранным торговцам, которые жили в особых анклавах в Лондоне в конце Средневековья; существовала значительная враждебность к евреям, что привело к их изгнанию, но итальянские и ганзейские торговцы также считались чужаками и часто становились объектами насилия в тяжёлые годы. Англия эпохи Плантагенетов изобиловала различными идентичностями, каждая со своим собственным чувством статуса и важности. Региональная идентичность могла быть значительной — например, жители Йоркшира имели четкую идентичность в английском обществе, а профессиональные группы с чёткой идентичностью, такие как юристы, участвовали в открытых сражениях с другими в таких городах, как Лондон.
Английский язык начал использоваться как второй язык судопроизводства во время правления Эдуарда I. Эдуард III поощрял использование английского языка в качестве официального языка судов и парламента, а Акт о судопроизводстве на английском языке, принятый парламентом в 1362 году, обязал использовать английский язык в королевских и сеньориальных судах. Во время правления Генриха IV английский был официально принят в качестве дипломатического языка вместо французского. Столетняя война, по мнению ряда историков, сыграла важную в создании английской национальной идентичности, что подтверждается использованием пропаганды, распространением культурных оскорблений и национальных стереотипов, интенсивными интеллектуальными дебатами между учёными Англии и Франции, картографическими свидетельствами, которые указывали на национальные границы, растущей ролью Святого Георгия, ставшего покровителем Англии в XIII веке. В результате, простолюдины всё сильнее отождествляли себя с национальным делом и отвечали на призыв к оружию, а введение почти постоянного налогообложения сделало население инвесторами в национальное предприятие. Также наблюдался рост английских рыцарских орденов, таких как орден Подвязки, и возрастающая центральная роль монархии и парламента в английской жизни.

## Религия

### Монашество

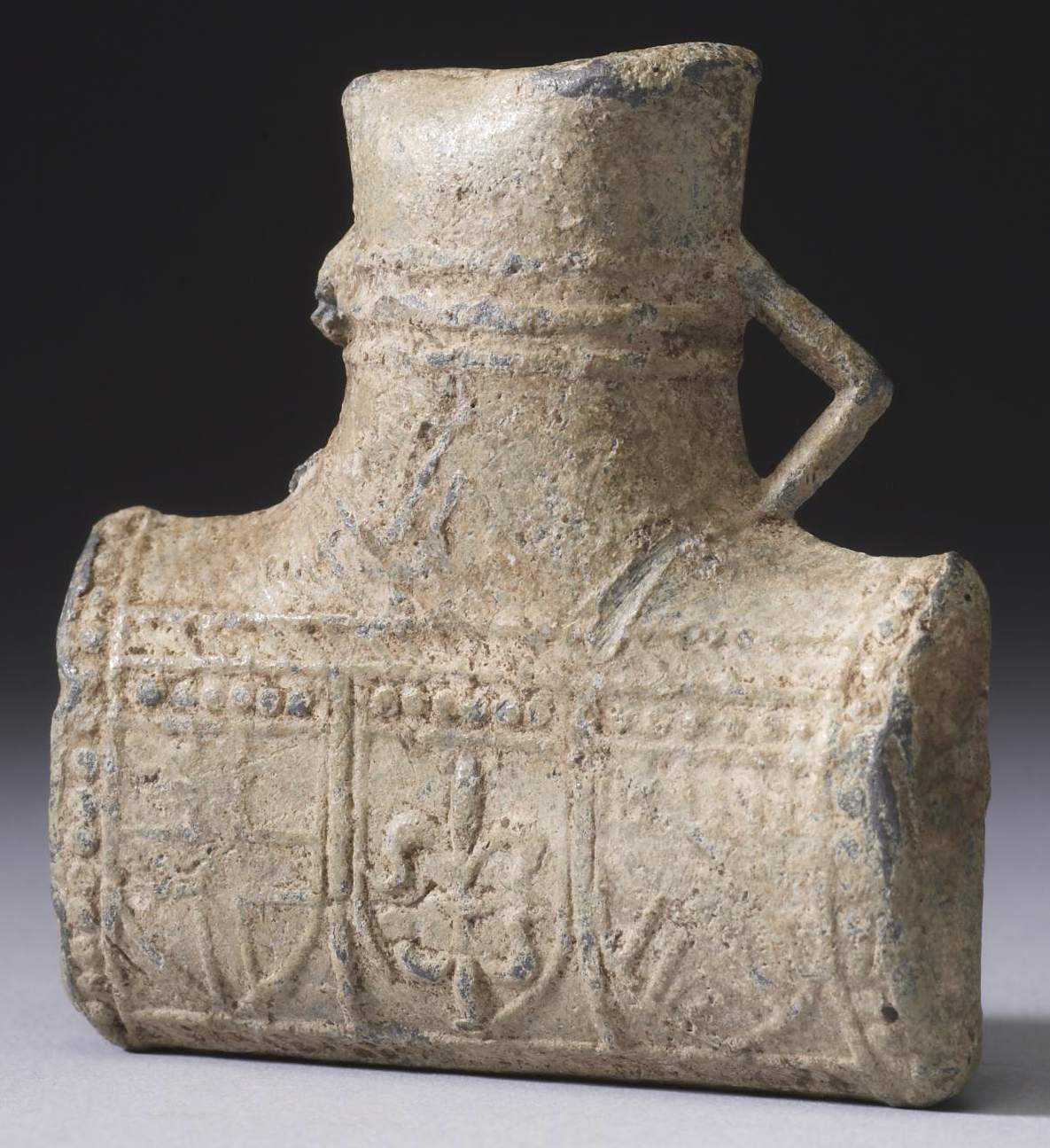
Фляга паломника, содержащая святую воду, которую носят как защитный талисман из раки Томаса Бекета в Кентерберийском соборе.

В эпоху Плантагенетов в Англии начали появляться новые религиозные ордена. Французский орден Клюни появился в Англии с конца XI века. Августинцы быстро распространились с начала XII века, в то время как позже в этом веке в Англию прибыли цистерцианцы с более строгой интерпретацией монашеских правил, построив большие аббатства Риво и Фаунтин. К 1215 году в Англии было более 600 монашеских общин, но в XIII веке начались проблемы пожертвованиями, что создало долгосрочные финансовые проблемы для многих монастырей. Доминиканцы и францисканцы прибыли в Англию в 1220-х годах, основав к концу XIII века 150 мужских монастырей; эти нищенствующие ордена быстро стали популярными, особенно в городах, и оказали сильное влияние на духовную жизнь Англии. Религиозные военные ордена, которые стали популярными по всей Европе с XII века, действовали и в Англии, включая тамплиеров, Тевтонский орден и госпитальеров.

### Паломничество
Паломничество было распространённой религиозной практикой на протяжении всего Средневековья в Англии. Обычно паломники путешествовали на короткие расстояния к святыне или определённой церкви, либо чтобы покаяться за предполагаемый грех, либо чтобы исцелиться. Некоторые паломники путешествовали дальше, либо в более отдалённые места в Британии, либо, в некоторых случаях, на континент. Главные святыни Англии позднего Средневековья включали святилища Томаса Беккета в Кентербери, Эдуарда Исповедника в Вестминстерском аббатстве, Хью Линкольна, Вильяма Йоркского, Эдмунда Рича, архиепископа Кентерберийского, похороненного в аббатстве Понтиньи во Франции, Ричарда Чичестерского, Томаса Кантилупа из Херефорда, святого Осмунда Солсберийского и Иоанна Бридлингтонского.

### Ересь
В 1380-х годах из-за трактатов Джона Уиклифа, профессора семинарии Оксфордского университета, возникли проблемы с традиционным учением Церкви. Уиклиф утверждал, что священные тексты является лучшим руководством для понимания намерений Бога, и что поверхностный характер литургии в сочетании со злоупотреблениями богатством в Церкви и участием старших иерархов Церкви в правительстве отвлекают от этого изучения. Сформировалось целое движение последователей Уиклифа, включавшее многих представителей дворянства, которое проповедовало эти идеи и после его смерти в 1384 году и пыталось изменить законы в 1395 году: движение, уничижительно названное его противниками «лоллардами» («бормочущие»), было вскоре осуждено властями. Английским епископам было поручено контролировать и противодействовать лоллардам. К началу XV века борьба с лоллардами и их учением стала ключевым политическим вопросом для Генриха IV и его последователями из числа Ланкастеров, которые использовали полномочия как церкви, так и государства для борьбы с ересью.

## География и климат

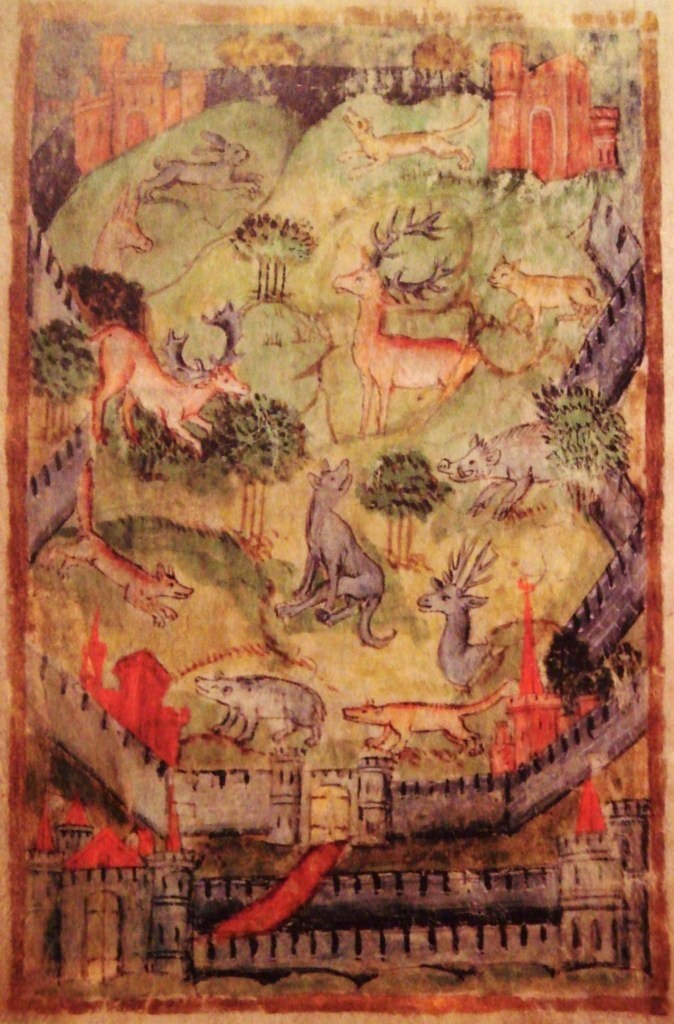
Английский охотничий парк XV века.

Средневековая Англия имела разнообразную географию, от болот Восточной Англии и густо заросшего лесом Вельда Юго-Восточной Англии до вересковых пустошей Йоркшира в Северной Англии. Несмотря на это, средневековая Англия в целом делилась на две зоны, примерно разделённые реками Экс и Тис: на юге и востоке Англии были более лёгкие, плодородные почвы, пригодные как под пашню, так и для пастушества, в то время как более бедные почвы и более холодный климат севера и запада больше подходили для животноводства. Лесов было лишь немного больше чем в XX веке, в дикой природе в Англии встречались медведи, бобры и волки, впрочем медведи были истреблены охотниками к XI веку, а бобры к XII.
Из 10 000 миль дорог, построенных римлянами, многие оставались в эксплуатации, а четыре, которые пересекали всю страну, имели особое стратегическое значение — Икнилдская дорога, Фосский путь, Эрмин-стрит и Уотлинг-стрит. Дорожная система соответствовала потребностям того периода, хотя перевозить товары по воде было значительно дешевле. Основные речные сети образовывали ключевые транспортные пути, в то время как многие английские города имели судоходные внутренние порты.
На протяжении большей части Средних веков климат Англии отличался от климата XXI века. Между IX и XIII веками Англия прошла через средневековый тёплый период, длительный период мягких зима, сравнительно тёплой и ровной погоды; в начале XII века, например, лето было примерно на 1 °C теплее, чем XXI веке, а климат был немного суше, что позволяло успешно возделывать бедные земли и выращивать виноградные лозы даже в Северной Англии. За тёплым периодом последовало несколько столетий гораздо более низких температур, названных Малым ледниковым периодом; к XIV веку весенние температуры значительно упали, достигнув самых низких значений в 1340-х и 1350-х годах. Этот холодный конец Средневековья оказал значительное влияние на английское сельское хозяйство и условия жизни. Окружающая среда Англии менялась на протяжении всего периода из-за осушения болот, вырубки деревьев и крупномасштабной добычи торфа. С XII века английские магнаты создавали парки для охоты на дичь, включая оленей и кабанов, тем самым демонстрируя свой высокий статус.

## Экономика и демография

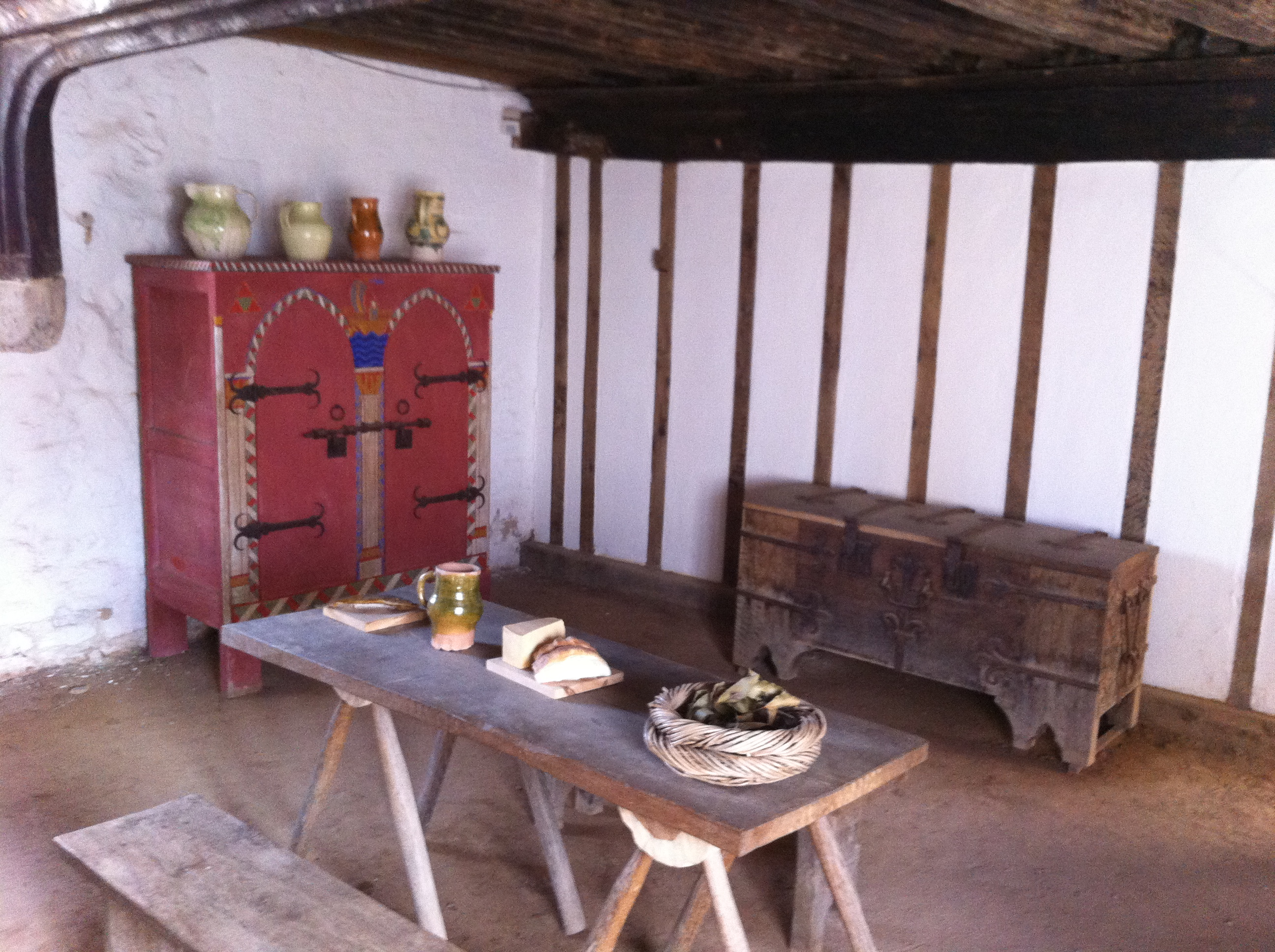
Центральный зал отреставрированного дома XIII века, построенного преуспевающим купцом (Саутгемптон).

Английская экономика была в основном сельскохозяйственной и зависела от выращивания таких культур, как пшеница, ячмень и овёс на открытых полях, а также от разведения овец, крупного рогатого скота и свиней. Сельскохозяйственные земли обычно организовывались вокруг поместий и делились на земли, которыми землевладелец управлял напрямую, называемые поместными землями, и большинство полей, которые обрабатывались крестьянами. Эти крестьяне платили арендную плату землевладельцу либо работая на полях лорда, либо наличными деньгами и продуктами. К XI веку рыночная экономика процветала на большей части территории Англии, в то время как восточные и южные города активно участвовали в международной торговле. В средневековой Англии было около 6000 водяных мельниц для помола муки, что высвобождало рабочую силу для других более производительных сельскохозяйственных работ.
Экономический рост начал давать сбои в конце XIII века из-за сочетания перенаселения, нехватки земли и истощения почв. Великий голод начала XIV века сильно потряс английскую экономику и рост населения прекратился; а Чёрная смерть в середине века унесла жизни от трети до половины населения Англии.
В то же время, Родни Хилтон и другие учёные считают, что положение крестьян, которые пережили голод, чуму и болезни, значительно улучшилось. Период 1350-х—1450-х годов стал для них веком процветания и новых возможностей. Земли было много, заработная плата высокая, а крепостное право практически исчезло. Можно было менять место жительства и род занятий, поднимаясь по жизни. Особенно выигрывали младшие сыновья и женщины. Однако по мере возобновления роста населения крестьяне снова столкнулись с лишениями и голодом.
Условия были менее благоприятными для крупных землевладельцев. Сельскохозяйственный сектор быстро сократился, а рост заработной платы и снижение цен вели к уменьшению прибыли, что привело к окончательному упадку старой системы поместий и появлению современной системы фермерства, при которой крупные землевладельцы в основном зарабатывали взимая денежную ренту за земли. Поскольку доходность земли упала, многие поместья, а в некоторых случаях и целые поселения, были просто заброшены. В целом в этот период были заброшены почти 1500 деревень. Появился новый класс дворян, которые арендовали фермы у крупных землевладельцев. Правительство предпринимало попытки регулировать заработную плату и потребление, но они в значительной степени рухнули в десятилетия после восстания Уота Тайлера 1381 года.
Английская суконная промышленность выросла в начале XV века, что привело к появлению нового класса английских торговцев, занимавшихся экспортом сукна, как правило, живших в Лондоне или на Юго-Западе, и процветавших за счёт старых, сокращающихся экономик восточных городов. Изменения в английской экономике привели к закрытию многих ярмарок и возникновению ливрейных компаний. Рыболовство в Северном море распространилось на более глубокие воды, подкреплённое инвестициями крупных торговцев. Однако между 1440 и 1480 годами Европа вступила в рецессию, а Англия пострадала от Великого спада: рухнувшая торговля привела к снижению цен на сельскохозяйственную продукцию и арендной платы, что, в конечном итоге, вело к снижению поступления налогов. Возникшее в результате недовольство сыграли важную роль в восстании Джека Кэда в 1450 году и последующей войне Алой и Белой розы. К концу Средних веков экономика начала восстанавливаться, и были достигнуты значительные улучшения в металлообработке и судостроении, что заложило основы для формирования экономики в будущем.

## Технологии и наука

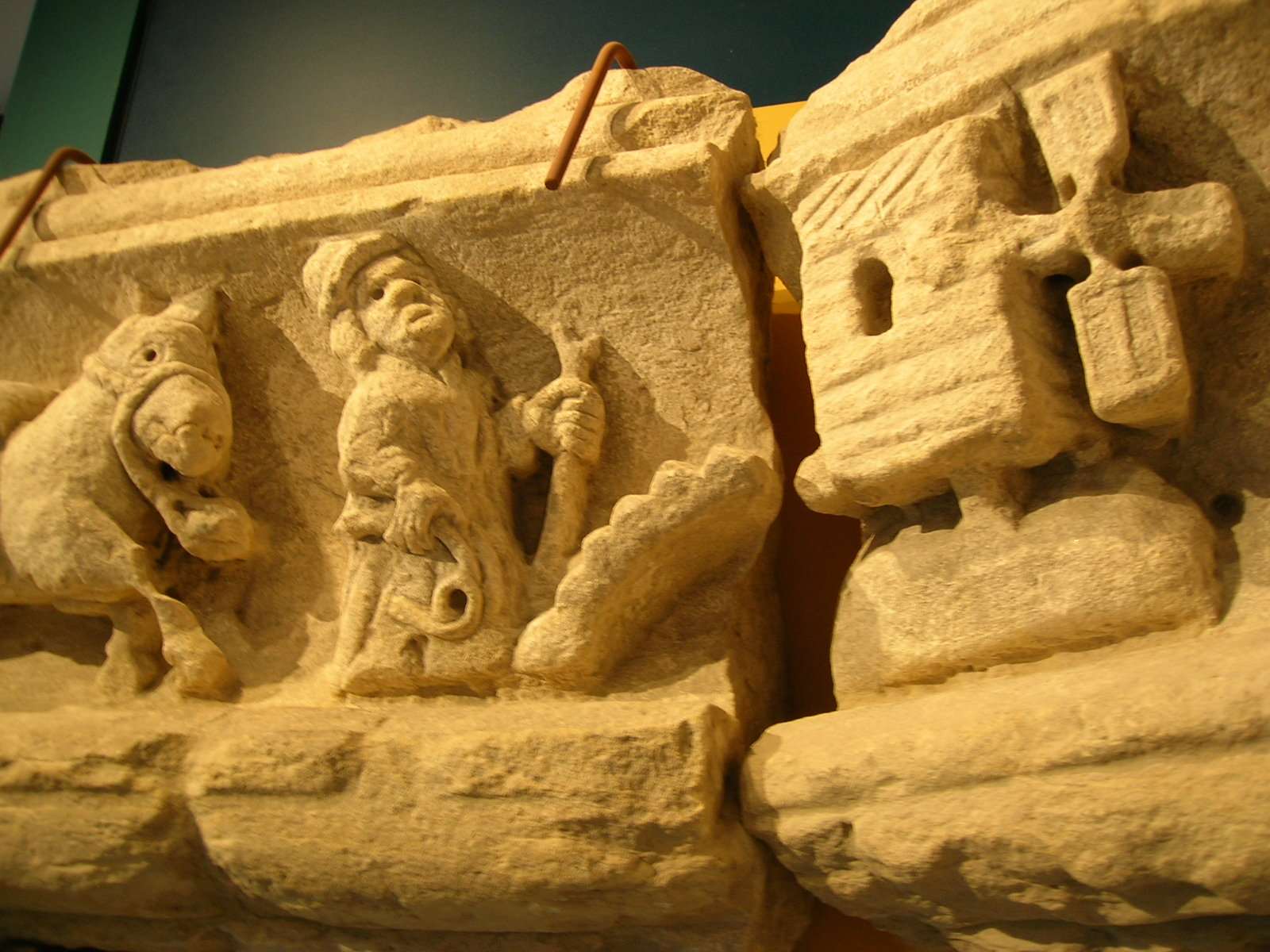
Средневековая резьба из аббатства Риво, изображающая одну из многочисленных новых ветряных мельниц, построенных в XIII веке.

Технологии и наука в Англии значительно продвинулись в Позднее Средневековье, отчасти из-за античного и восточного влияния, которое пришло в Англию с XII века. Было достигнуто много успехов в научных идеях, включая введение арабских цифр и ряд усовершенствований единиц измерения времени. Первые в Англии часы были изготовлены в конце XIII века, а механические часы на соборах и аббатствах стали устанавливать к 1320-м годам. В то же время, астрология, магия, алхимия и хиромантия по прежнему считались важными формами знаний в средневековой Англии, хотя некоторые сомневались в их надёжности.
Эпоха Плантагенетов породила ряд влиятельных английских ученых. Роджер Бэкон (ок. 1214—1294), философ и францисканский монах, писал труды по натурфилософии, астрономии и алхимии, заложив теоретическую основу для будущих экспериментов в области естественных наук. Другой философ и монах-францисканец, Уильям Оккам (ок. 1287—1347), помог объединить латинские, греческие и исламские тексты в общую теорию логики, войдя в историю как автор принципа «бритва Оккама». Несмотря на ограниченность средневековой медицины, врач Гилбертус Английский подготовил и опубликовал Compendium Medicinae, один из самых длинных медицинских трудов, когда-либо написанных на латыни. Со второй половине XIV века с латыни и французского на английский язык начали переводить известные исторические и научные тексты, включая «Всемирную хронику» Ранульфа Хигдена и «Путешествия сэра Джона Мандевиля». В XI и XII веках по образцу Сорбонны были основаны университеты Оксфорда и Кембриджа.
Технологический прогресс продолжался в различных областях. Водяные мельницы для помола зерна существовали в течение большей части англосаксонского периода, используя горизонтальные конструкции мельниц; с XII века было построено ещё много таких мельниц, что почти исключило использование ручных мельниц, а старые горизонтальные мельницы постепенно вытеснили новые вертикальные. Ветряные мельницы начали строить в конце XII века и постепенно стали более распространёнными. Водяные сукновальни и молоты с гидроприводом впервые появились в XII веке; к XIV веку гидроэнергия использовалась также для помощи в плавке, а в 1496 году открылась первая доменная печь. К концу Средневековья были разработаны новые методы добычи полезных ископаемых и в английских шахтах были установлены насосы с конным приводом. Появление в XIV веке хмельного пива преобразило пивоварение, также были изобретены новые методы сохранения рыбы. Глазурованная керамика получила широкое распространение в XI и XII веках, а к XV веку керамические горшки в значительной степени заменили деревянные тарелки и миски. В 1476 году переписчик Уильям Кэкстон основал первую в Англии типографию, которую после его смерти унаследовал ученик Уинкин де Уорд, основатель первой в Англии издательской фирмы. Транспортная инфраструктура также была улучшена; за время длительного экономического бума XII и XIII веков были возведены или заново построены из камня многие мосты. Морская торговля Англии выиграла от появления коггов, а многие доки были улучшены и впервые оснащены кранами.

## Война

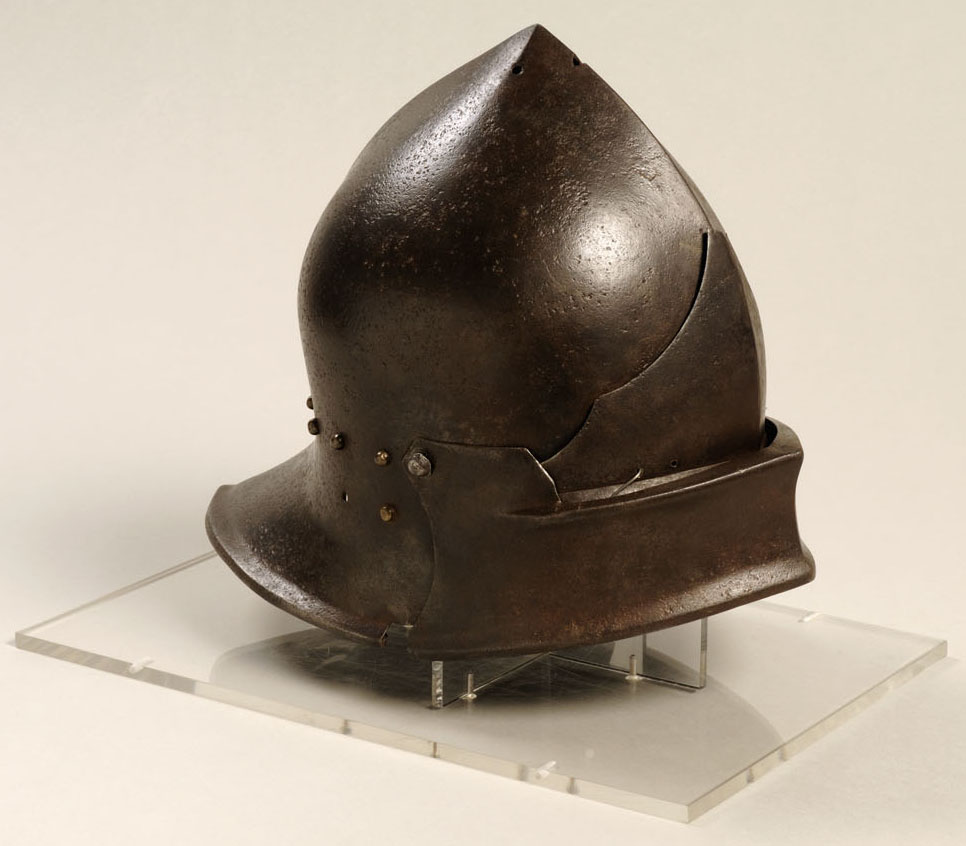
Ковентрийский салад салад XV века.

В конце XIII века Эдуард I расширил familia regis, личную армию короля, которая усиливалась во время войны феодальным ополчением, набранным из местными дворянами на время кампании, чтобы превратить её в небольшую регулярную армию. Она составляла ядро гораздо более крупных армий численностью до 28 700 человек, в основном состоящих из пехотинцев, для кампаний в Шотландии и Франции. Ко времени Эдуарда III армии были меньше по размеру, но зато, как правило, были лучше вооружены и экипированы, а лучники были вооружены длинным луком, потенциально разрушительным оружием. Во время Столетней войны на вооружении английской армии появляются пушки, были впервые использованы англичанами в таких сражениях, как при Креси в 1346 году. Солдаты стали наниматься на конкретные кампании, практика, которая, возможно, ускорила развитие армий вассалов, которые выросли при бастардном феодализме. Однако к концу XV века английские армии могли считаться несколько отсталыми по более широким европейским стандартам; война Алой и Белой розы велась неопытными солдатами, часто с устаревшим оружием, что позволяло европейским силам, которые вмешивались в конфликт, оказывать решающее влияние на исход сражений.
Английский флот в XIII и XIV веках обычно состоял из специализированных судов, таких как галеры и большие транспортные суда, а также принудительно мобилизованных торговых судов; последние всё чаще включали когги. Морские сражения могли происходить, когда один флот находился на якоре, как, например, при Слёйсе в 1340 году, так и в открытых водах, например, у побережья Винчелси в 1350 году. Также осуществлялись рейдовые кампании, такие как французские нападения на юг Англии в 1338—1339 годах, которые вызывали опустошения, от которых некоторые города так и не оправились полностью.

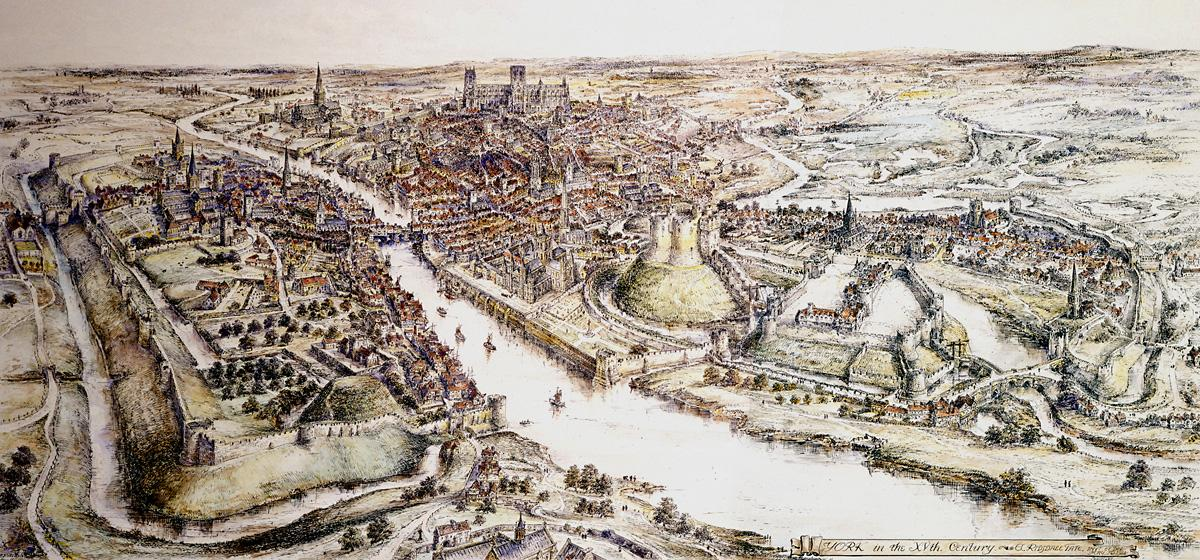
Реконструкция города Йорк в XV веке, показывающая городские стены, Бэйл-Хилл (слева) и Йоркский замок (справа).

В XII веке нормандцы начали строить больше замков из камня с характерными квадратными донжонами, которые исполняли как военные, так и политические функции. Королевские замки использовались для контроля над ключевыми городами и лесами, в то время как баронские замки использовались нормандскими лордами для контроля над своими обширными поместьями; феодальная система, называемая «замковой стражей», иногда использовалась для несения гарнизонной службы. Искусство защищать и брать замки постепенно совершенствовалось в течение XII века, и в XIII веке по всей Англии были построены новые оборонительные городские стены.
К XIV веку замки сочетали оборону с роскошными, изысканными условиями проживания и ландшафтными садами и парками. В конце XIV века первые пушки стали применять для защиты стен и пушечные порты стали неотъемлемой частью оборонительных сооружения. Со временем дороговизна содержания замков привела к тому, что многие из них были пришли в упадок или заброшены; напротив, небольшое количество замков были преобразованы очень богатыми людьми во дворцы, где среди сложной архитектуры устраивались роскошные пиры и торжества. Более мелкие оборонительные сооружения, называемые домами-башнями, появились на севере Англии для защиты от шотландской угрозы. К концу средневековья городские стены стали терять своё военное значение и всё чаще становились выражением гордости и частью городского управления: в XIV и XV веках для этих целей было построено множество больших ворот.

## Культура

### Искусство

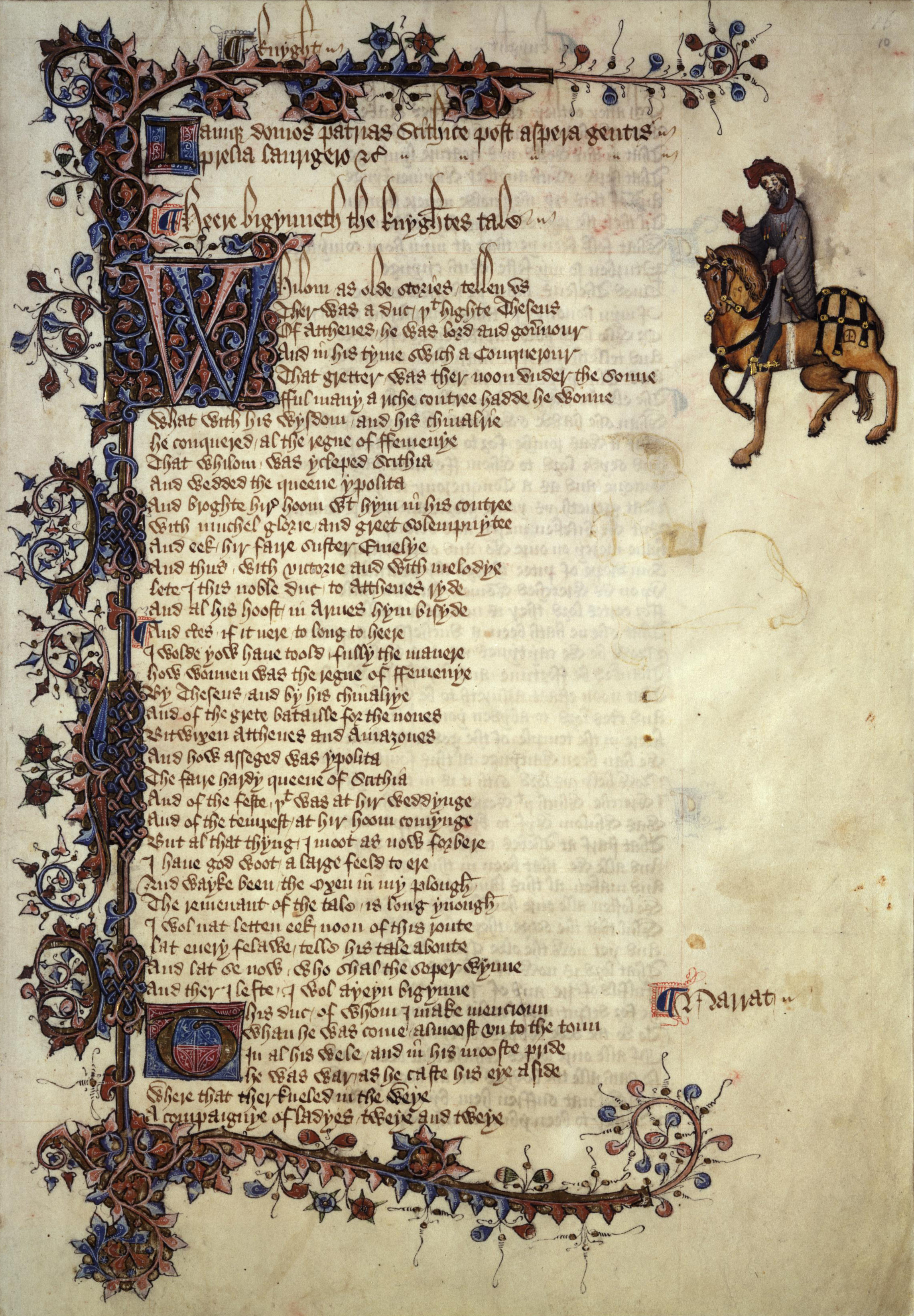
Иллюминированная рукопись «Кентерберийские рассказы» Джеффри Чосера (начало XV века).

Мастера средневековой Англии создавали картины, резьбу, книги, ткани и многие функциональные, но красивые предметы. Использовался широкий спектр материалов, включая золото, стекло и слоновую кость, искусство обычно привлекало открытое внимание к материалам, использованным в дизайне. Витражи стали распространённой формой английского искусства в этот период, хотя цветное стекло для этих работ почти полностью импортировалось из континентальной Европы. Большинство из витражей того времени не сохранились, но они, как правило, имели как декоративную, так и образовательную функцию, в то время как более поздние работы также увековечивали заказчиков. Английская вышивка в начале XIV века отличалась особенно высоким качеством и возродила свою международную репутацию времён англосаксов; работы, созданные монахинями и лондонскими профессионалами, известные как opus anglicanum, ценились во всей Европе.
В течение этого периода иллюминированная рукопись Англии вновь стала цениться в Европе, в романских работах, таких как Винчестерская Библия и Сен-Олбанская Псалтырь, а затем и в ранних готических работах, таких как Псалтырь королевы Марии и Тикхиллская Псалтырь. Английское иллюминирование сошло на нет в заключительной фазе готического периода, поскольку элитные покровители начали заказывать работы из Парижа, а затем Фландрии. Конкуренция со стороны сильных французских мастеров также затмила английскую резьбу по слоновой кости. Некоторые из чрезвычайно редких сохранившихся английских средневековых панельных картин, таких как Вестминстерский ретабло и Уилтонский диптих (национальность художника здесь не определена), отличаются высочайшим качеством. Настенные росписи были очень распространены как в церквях, так и во дворцах, но сейчас от них сохранилось очень мало. Существовала целая индустрия, производившая рельефы из алебастра в Ноттингеме, а также в Бертон-апон-Тренте, Ковентри и, возможно, в Линкольне и Лондоне, начиная от заказных алтарей до отдельных фигур и повествовательных панелей, которые экспортировались по всей Европе. Английская монументальная резьба по камню и дереву часто отличалась очень высоким качеством, и многие из работ пережили Реформацию.

### Архитектура

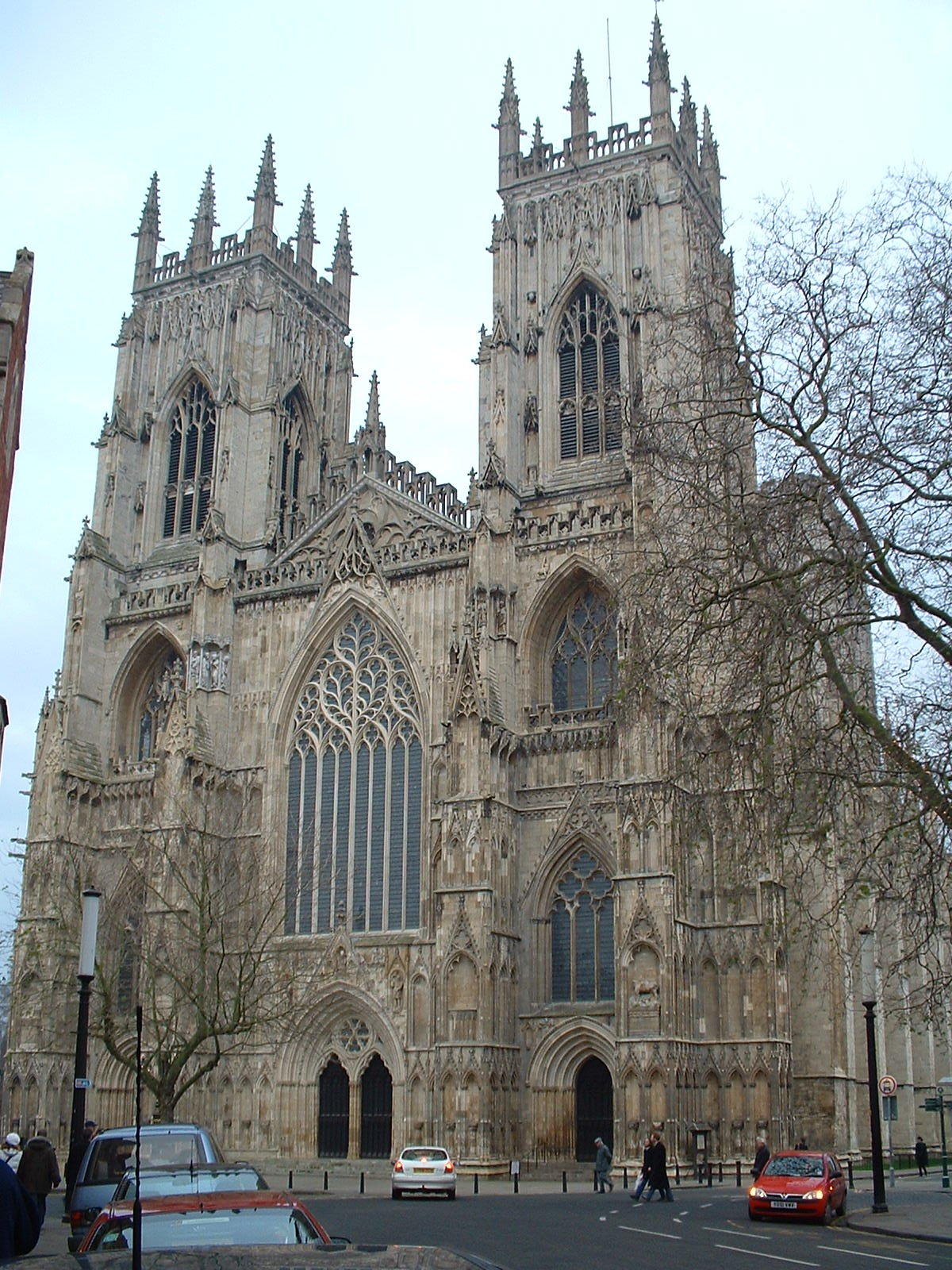
Западный фасад Йоркского собора является прекрасным образцом украшенной готики.

### Историография

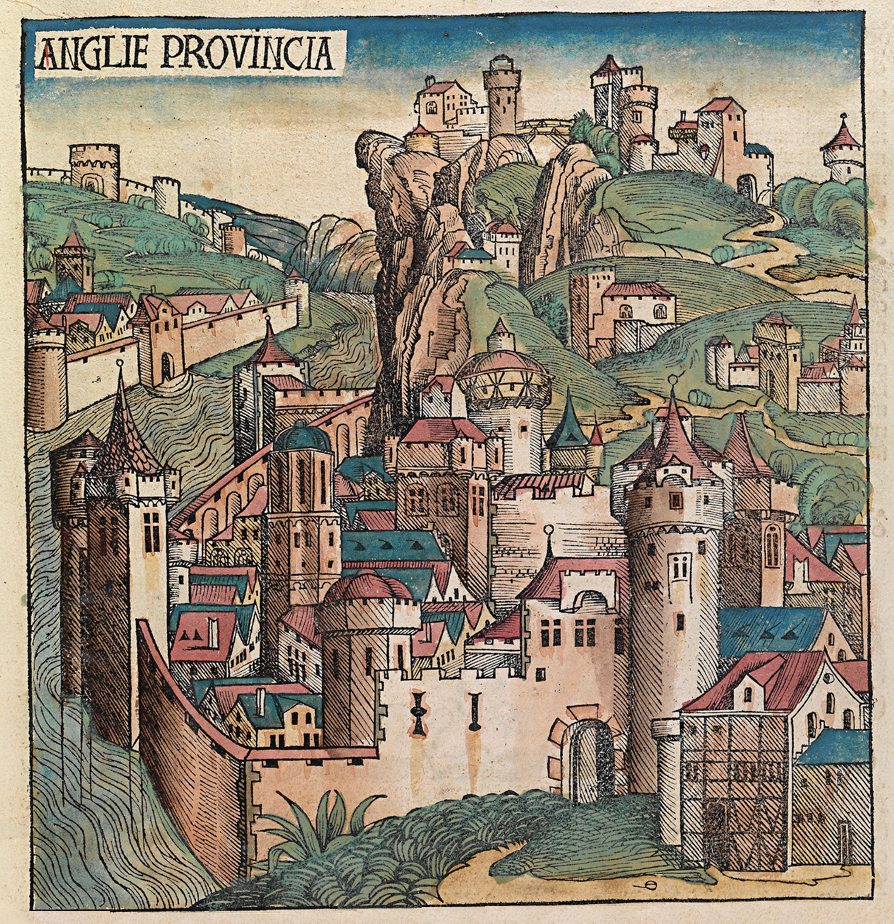
Англия в Нюрнбергской хронике 1493 года.

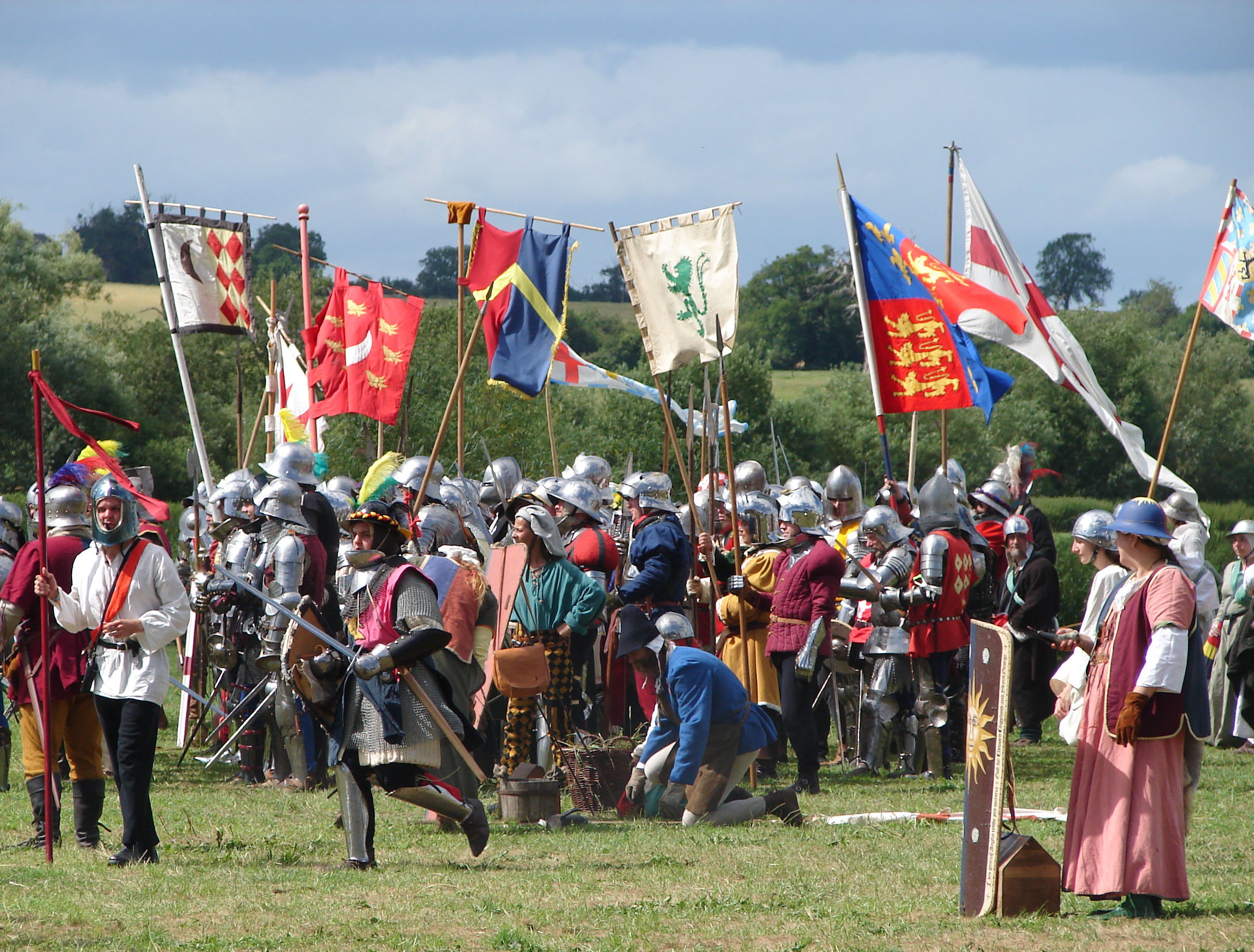
Реконструкции событий средневековья, таких как битва при Тьюксбери, являются частью культурного наследия.